# Teresa di Lisieux
Suor Teresa di Gesù Bambino e del Volto Santo, detta Teresa di Lisieux (in francese Sœur Thérèse de l'Enfant-Jésus et de la Sainte-Face; al secolo Marie-Françoise Thérèse Martin; Alençon, 2 gennaio 1873 – Lisieux, 30 settembre 1897), è stata una carmelitana francese.
Beatificata il 29 aprile 1923 da papa Pio XI, fu proclamata santa dallo stesso pontefice il 17 maggio 1925.
Dal 1927 è patrona dei missionari assieme a san Francesco Saverio. Dal 1944 è patrona secondaria di Francia assieme a santa Giovanna d'Arco. La sua festa liturgica ricorre il 1º ottobre o il 3 ottobre (data stabilita in origine e ancora rispettata da chi segue la messa tridentina del rito romano). Il 19 ottobre 1997, centenario della sua morte, fu proclamata dottore della Chiesa, all'epoca la terza donna a ricevere tale titolo dopo Caterina da Siena e Teresa d'Avila.
L'impatto delle sue opere postume e soprattutto della sua autobiografia, pubblicata nel 1898 con il titolo Storia di un'anima, è stato assai rilevante. La novità della sua spiritualità, chiamata anche teologia della "piccola via" o della "infanzia spirituale", ha ispirato moltitudini di credenti e colpito anche molti non credenti.
Nel 2023 è ricorso il 150º anniversario della nascita di santa Teresa e il 100º della sua beatificazione. Per l'occasione, il 15 ottobre 2023 è stata pubblicata da papa Francesco l'esortazione apostolica C'est la confiance ("È la fiducia").

## Biografia

### La famiglia

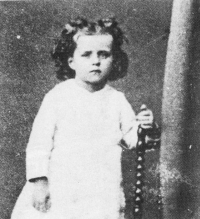
Teresa a tre anni (luglio 1876)

Il padre di Teresa, Louis Martin (1823-1894), era un orologiaio; la madre, Marie-Azélie Guérin Martin (1831-1877), chiamata anche Zélie, era fin dal 1850 una rinomata merlettaia, esperta del noto "punto di Alençon", e creò una piccola impresa a conduzione familiare, che occupava una ventina di operaie.
Louis avrebbe voluto far parte dei canonici regolari della Congregazione ospedaliera del Gran San Bernardo (Canton Vallese), ma per la sua insufficiente conoscenza del latino fu invitato a ripresentarsi dopo aver sopperito alle sue lacune: dopo un anno e mezzo di lezioni private, però, dovette abbandonare il progetto. Anche Zélie avrebbe voluto entrare in convento, nelle figlie della carità di San Vincenzo de' Paoli, ma una sua richiesta in tal senso, verso il 1850, venne scoraggiata, forse in relazione a problemi di salute (Zélie soffrì per tutta l'età giovanile di forti mal di testa e di disturbi respiratori). Così ella promise a sé stessa che, se si fosse sposata, avrebbe donato, nei limiti del possibile, i propri figli alla Chiesa.
Louis e Zélie si conobbero nel 1858 sul ponte Saint-Léonard d'Alençon, sul fiume Sarthe. Dopo un breve fidanzamento, si sposarono il 13 luglio 1858, nella basilica di Notre-Dame di Alençon. Ebbero nove figli, dei quali quattro morirono entro la prima infanzia. Cinque figlie raggiunsero l'età adulta, tutte femmine e tutte poi divenute suore:
- Marie (1860-1940), carmelitana a Lisieux (1886) con il nome di suor Marie du Sacré-Cœur;[7]
- Pauline (1861-1951), carmelitana a Lisieux (1882), suora e poi madre Agnès de Jésus;[8]
- Léonie (1863-1941), nell'ordine religioso delle clarisse (1886), poi visitandina a Caen (1894) come suor Françoise-Thérèse;[9]
- Céline (1869-1959), carmelitana a Lisieux (1894) come suor Geneviève de la Sainte-Face;[10]
- Thérèse Martin (1873-1897).

Louis Martin e Marie-Azélie Guérin sono stati beatificati insieme il 19 ottobre 2008 e poi canonizzati il 18 ottobre 2015.

### La prima infanzia ad Alençon (1873-1877)

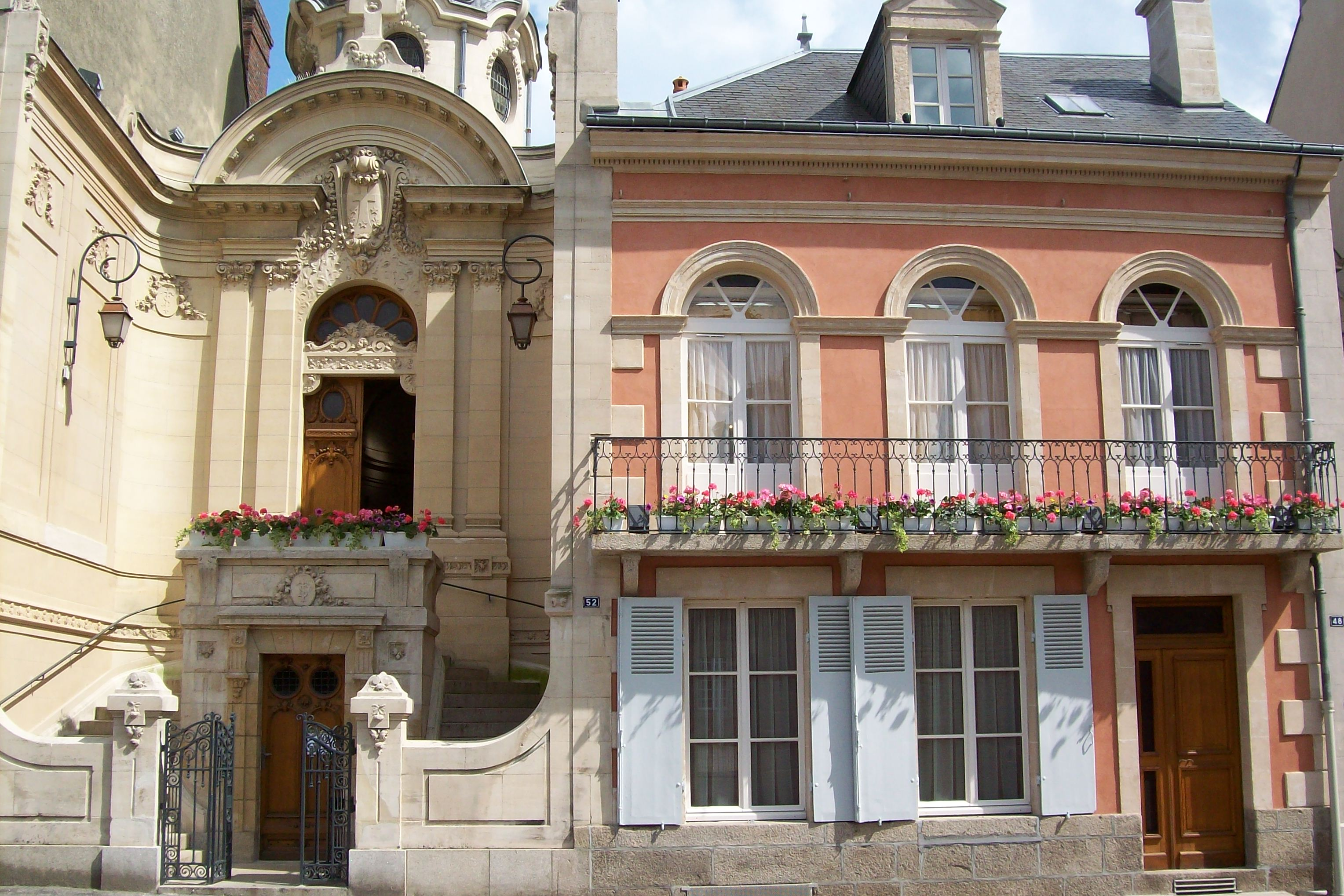
La casa natale di Teresa ad Alençon (rue saint-Blaise 50)

Teresa nacque il 2 gennaio 1873 in rue saint-Blaise 50 ad Alençon, Normandia, quando il padre aveva 49 anni e la madre 41. Battezzata due giorni dopo, nella basilica di Notre-Dame ad Alençon, ebbe per padrino Paul Boul, figlio di un amico di famiglia, e per madrina la propria sorella maggiore Marie, entrambi tredicenni. All'età di due mesi, Teresa soffrì di una forma di gastroenterite, con più probabilità una forma di intolleranza alimentare, e si temette per la sua vita: allora, su consiglio del medico, fu affidata a una nutrice, Rose Taillé, che già aveva allattato i due fratelli maschi. La balia si occupò della bimba al proprio domicilio, nella fattoria di Semallé distante 8 chilometri da Alençon, dove Teresa restò per un anno, riprendendosi del tutto.

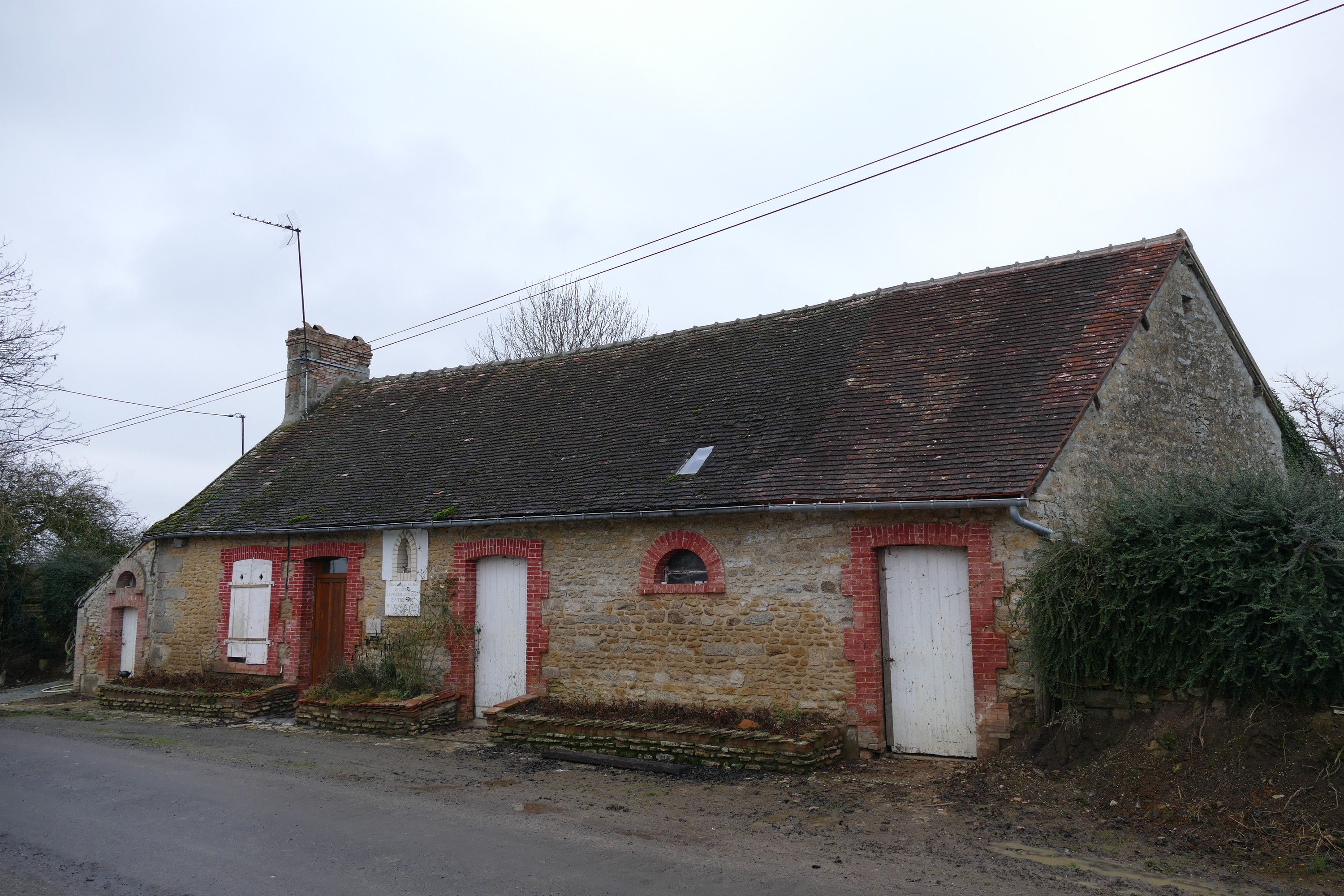
La casa d'infanzia di Teresa presso la nutrice a Semallé

Tornata a casa, era già capace di camminare da sola. Vivace ed espansiva, era però anche piuttosto emotiva e soggetta a frequenti crisi di pianto. La madre scrisse di Teresa: «è di una intelligenza superiore a quella di Céline, ma molto meno dolce, e soprattutto di una testardaggine quasi invincibile; quando dice no, niente la può far cedere».
Teresa crebbe in una famiglia di devoti cattolici (i genitori assistevano ogni mattina alla messa delle cinque e mezza e si attenevano con scrupolo ai digiuni e alle preghiere secondo i tempi dell'anno liturgico). I coniugi Martin si erano costruiti una situazione economica molto florida, ma trovavano il tempo di dedicarsi anche ad opere caritatevoli, accogliendo senzatetto e assistendo malati e anziani. Anche se non era la bambina modello descritta più tardi dalle sorelle, Teresa era sensibile a questa educazione cristiana: si atteggiava a suora, spesso cercando di piacere a Gesù e preoccupandosi di sapere che fosse felice di lei. Un giorno giunse ad augurare la morte alla madre; sgridata, spiegò che auspicava per la madre che potesse così raggiungere al più presto la felicità del Paradiso. Una sera, osservando il cielo stellato, Teresa notò alcune stelle che formavano una lettera T e, facendole vedere al padre, esclamò con gioia infantile che il proprio nome era scritto in cielo.
Nel 1865 (otto anni prima della nascita di Teresa), Zélie scoprì un nodulo dolente al seno: se ne preoccupò e considerò l'ipotesi di sottoporsi ad un intervento chirurgico. Erano forse già i primi segni del tumore al seno che l'avrebbe portata alla morte dodici anni dopo. Solo nel dicembre 1876 un medico le rivelò la gravità del male, quando ormai era troppo tardi per tentare un'operazione. Il 24 febbraio 1877 Zélie perse la sorella maggiore, Marie-Louise, morta di tubercolosi al convento della Visitazione di Le Mans, dove aveva preso il nome di suor Marie-Dosithée.
Nel giugno 1877 Zélie, portando con sé Léonie, si recò in pellegrinaggio a Lourdes nella speranza di ottenere la guarigione. Morì il 28 agosto dello stesso anno, dopo una lunga agonia.
Rimasta così orfana di madre a quattro anni e mezzo, Teresa intravide nella sorella Pauline, allora sedicenne, colei che avrebbe potuto sostituire la figura materna. Come ebbe modo di precisare in seguito, la prima parte della sua vita finì proprio quel giorno.

### A Lisieux (1877-1887)

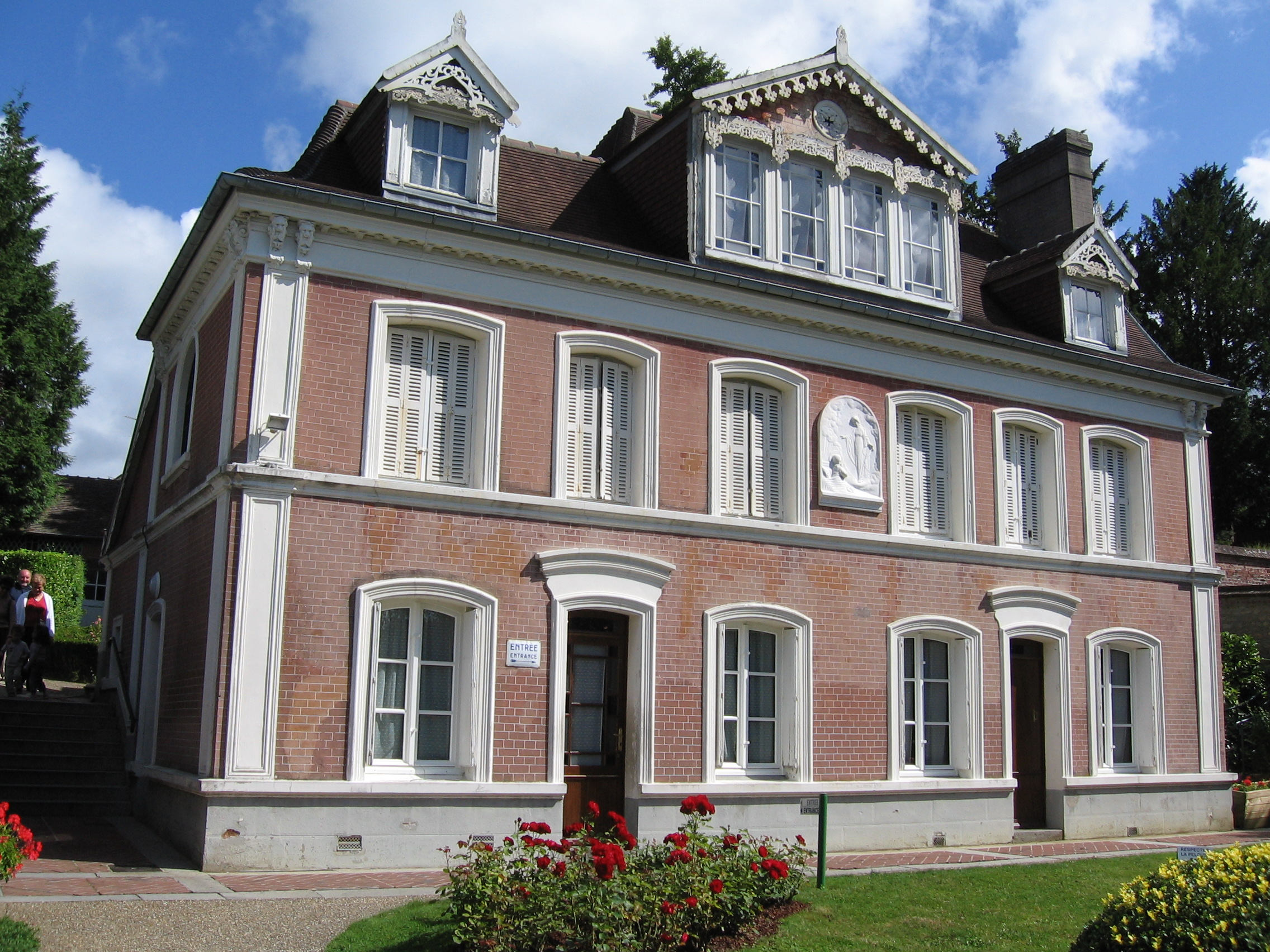
La casa di famiglia, Les Buissonnets ("I cespugli"), a Lisieux

Nel 1877, Louis e le sue cinque figlie si trasferirono a Lisieux, per essere più vicini a Isidore Guérin (1841-1909), fratello di Zélie, e alla sua famiglia, assecondando il desiderio manifestato da Zélie prima di morire. In precedenza, lo zio era stato nominato protutore delle nipoti e aveva trovato per i Martin in affitto una casa borghese circondata da un parco, Les Buissonnets. Isidore era farmacista a Lisieux, mentre Louis, che aveva ceduto l'attività commerciale di Alençon, potendo così vivere delle proprie rendite, si dedicava alle figlie, in particolare a Teresa, portandola spesso con sé a passeggiare nel grande giardino che circondava la casa familiare.
Marie, ormai diciassettenne, si occupava della casa con l'aiuto di una domestica, mentre Pauline, che ne aveva sedici, seguiva l'educazione e l'istruzione, anche religiosa, delle tre più piccole, Léonie, Céline e Teresa. Quest'ultima risentiva profondamente dei cambiamenti: all'animazione della bottega di Alençon, sempre piena di clienti e lavoranti, succedette l'atmosfera raccolta della grande casa dove, tranne i parenti e in particolare le cugine, figlie di Isidore, si vedevano poche persone. Scriverà Teresa: «A partire dalla morte di mamma, il mio carattere felice cambiò completamente; io così viva, così espansiva, divenni timida e dolce, sensibile fino all'eccesso».
Nonostante l'amore che le prodigavano il padre e Pauline, la nuova situazione familiare lasciò tracce di malinconia nell'animo di Teresa, che più tardi ebbe a indicare il periodo dell'infanzia, seguito alla morte della madre, come il più doloroso.

#### A scuola dalle monache benedettine

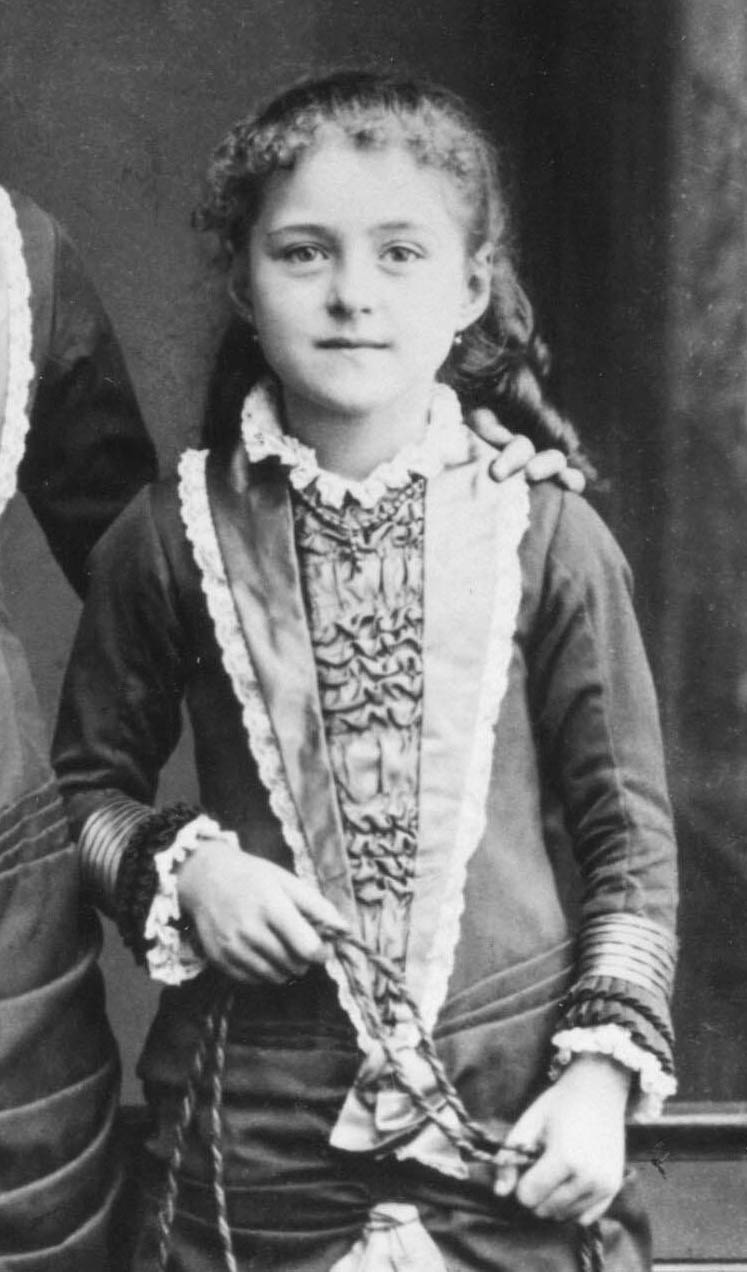
Teresa a otto anni (1881)

A otto anni e mezzo, il 3 ottobre 1881, Teresa entrò all'abbazia di Notre-Dame du Pré, nella scuola animata dalle benedettine a Lisieux. Ogni sera faceva ritorno a casa, essendo il collegio vicino al domicilio familiare. Le lezioni di Pauline e di Marie le avevano dato delle buone basi e fu presto tra le prime della classe.
L'esperienza del convitto, del tutto nuova per la bambina, le permise di scoprire la vita comunitaria, alla quale, tuttavia, non era ancora preparata. Non riusciva a fare amicizia con le compagne più grandi, invidiose del suo buon rendimento scolastico; piangeva spesso, anche se si imponeva di non lamentarsi. La sua insegnante la descrisse come una bambina obbediente, calma e silenziosa, a volte un po' malinconica. Teresa affermerà più tardi che quei cinque anni furono tra i più tristi della sua vita e che in quel periodo non trovava conforto se non nella presenza della sua cara Céline. Teresa viveva con sollievo il ritorno a casa, dopo la scuola: ritrovava la sua famiglia, il suo mondo e la sua gioia di vivere. I giovedì e le domeniche erano da lei attesi con impazienza, poiché la cugina Marie Guérin, sua coetanea, veniva a farle visita. In quelle giornate, inventarono un loro gioco: vivere come degli eremiti in un angolo nascosto del giardino, preparando dei piccoli altari davanti ai quali pregare in maniera silenziosa e raccolta.
Le piaceva molto leggere libri edificanti. Appassionata di racconti cavallereschi, nutriva una grande ammirazione per Giovanna d'Arco. Pensava di essere anche lei nata per la gloria, ma una gloria nascosta.

#### La partenza di Pauline per il Carmelo e la "strana malattia"
Nel corso dell'estate 1882, Teresa venne d'improvviso a conoscenza del fatto che la sorella Pauline stava per entrare al Carmelo; la prospettiva di perdere la sua "seconda mamma" la condusse alla disperazione: «avendolo appreso per caso, fu come se una spada avesse trafitto il mio cuore». Pauline, cercando di consolarla, le descrisse la vita di una monaca carmelitana: a quelle parole, anche Teresa si sentì chiamata alla vita del Carmelo. Una domenica, durante una visita al monastero, riuscì a parlare da sola con la superiora, madre Marie de Gonzague (1834-1904), per chiederle di poter entrare nell'ordine. La badessa, pur credendo alla sua vocazione, non accettava candidati di età inferiore ai sedici anni: a Teresa non restava che aspettare, ora sapeva di aver trovato la sua strada.
Durante le vacanze di Pasqua del 1883, Louis Martin organizzò un viaggio a Parigi con Marie e Léonie, mentre lo zio Isidore accolse a casa propria Céline e Teresa. Il 25 marzo, sera di Pasqua, durante la cena, fu ricordata Zélie; Teresa si abbandonò ad un pianto incontenibile: passò una notte molto agitata, al punto che lo zio, l'indomani, fece chiamare un medico. Davanti alla complessità dei disturbi di Teresa, mandò un telegramma al padre, che fece ritorno da Parigi. Teresa continuò per alcune settimane a manifestare diversi sintomi (tremori, convulsioni, allucinazioni, deliri e fobie). Il padre e le sorelle temettero che Teresa stesse per impazzire o rischiasse addirittura la vita.
La famiglia ordinò per Teresa una novena di messe nella Basilica di Nostra Signora delle Vittorie a Parigi e nella sua stanza fu posta una statua della Vergine Maria, ma la paziente riprese i sensi solo temporaneamente, quando ricevette una lettera dalla sorella carmelitana, che rilesse più volte. Il 13 maggio, giorno della Pentecoste, mentre con le sorelle supplicava la Madonna, a Teresa parve di vedere il suo "incantevole sorriso" e all'improvviso si sentì guarita da tutti i disturbi.

#### Prima comunione e confermazione
Per prudenza, si prolungò la convalescenza di Teresa fino alle vacanze estive, che furono l'occasione per lei di lasciare Lisieux e di fare il proprio "ingresso nel mondo". Dopo molto tempo si ritrovò ad Alençon e nei luoghi della prima infanzia, ma nel contempo rivide anche la tomba della madre, che tanto le mancava. Ovunque i Martin vennero ricevuti dagli amici di famiglia e all'inizio Teresa fu attratta da quel mondo, per lei nuovo, pieno di fascino e di tentazioni, ma non dimenticò né Pauline né il Carmelo di Lisieux.
Dopo la guarigione e una lunga e accurata preparazione catechistica sotto la guida della sorella Marie, l'8 maggio 1884 Teresa fece la prima comunione: durante la messa pianse a dirotto, vivendo quel momento con lacrime di gioia e non certo di dolore. Nei suoi scritti ricordò tutta l'intensità del primo incontro con l'eucaristia, che attese per diversi mesi. Quel giorno, lo stesso in cui Pauline pronunciò i voti perpetui, fu per lei un giorno di felicità piena, nel quale si offrì a Gesù, per appartenergli per sempre.
Il 14 giugno ricevette la cresima dal vescovo di Bayeux e Lisieux Flavien Hugonin (1823-1898); sua madrina fu la sorella Léonie. Teresa scrisse in seguito che questo "sacramento d'amore" le aveva conferito la "forza di soffrire".

#### I dubbi
Nel maggio 1885, Teresa si preparava alla "comunione solenne" (a quei tempi nota come "seconda comunione"). Durante il ritiro, l'abate Victor-Louis Domin, insegnante di religione presso l'abbazia delle monache benedettine, insistette in modo particolare sul divieto di peccare e sulla gravità dei peccati mortali, che nel Giudizio universale costano la morte dell'anima. Le "pene dell'anima", che avevano tanto tormentato Teresa e che sembravano essere scomparse, si risvegliarono bruscamente. La ragazza si incupì, credendosi in stato di peccato, e sviluppò un forte e generalizzato senso di colpa. Si confidò con Marie, la sua "ultima madre", poiché era a lei che ormai raccontava tutto, compresi i pensieri più "strani" e intimi. Marie l'aiutò a preparare le sue confessioni, mettendo da parte tutte le sue paure. Docile, Teresa le obbedì. In tal modo, pensò e in seguito scrisse, nascose il proprio disagio ai confessori, privandosi, forse, dei loro utili consigli.
Le vacanze estive rappresentarono un momento di distensione: con la sorella Céline trascorse quindici giorni dalla zia, a Trouville-sur-Mer. Nel 1886 Teresa cominciò a soffrire di cefalea; il padre decise di allontanarla dall'abbazia dove la ragazza, nel frattempo, era rimasta senza compagne: la sorella Céline aveva terminato gli studi e la cugina Marie si era ritirata per motivi di salute. Teresa iniziò a prendere lezioni private da madame Valentine Papineau.
Il 15 ottobre 1886 anche la sorella maggiore Marie entrò nel Carmelo di Lisieux e divenne suor Marie du Sacré-Cœur, mentre il 7 ottobre Léonie fu ammessa tra le clarisse. Louis Martin aveva ormai con sé, a Les Buissonnets, soltanto le due figlie più piccole. Dopo la partenza della sua "terza madre", Marie, Teresa attraversò un periodo di depressione. Non sapendo con chi confidarsi, si rivolse ai suoi quattro fratellini morti in tenera età, pensando che dal Cielo potessero aiutarla ancora di più e sperando così, grazie alla loro intercessione, di riconquistare la pace perduta.
Nonostante la riacquistata serenità, Teresa era ancora fragile a causa della propria ipersensibilità; l'adolescente, che stava per compiere quattordici anni, lottava per allontanarsi dal tempo dell'infanzia.

#### La "conversione" del Natale 1886
(Teresa di Lisieux, Manoscritto A, f. 45r)
Alla vigilia di Natale, come ogni anno, dopo aver assistito alla messa di mezzanotte, Teresa, allora tredicenne, mise le calze davanti al camino per ricevere lì i suoi regali. Il padre, infastidito da questo infantilismo, confidò a Céline: «Per fortuna è l'ultimo anno!»; Teresa si dispiacque molto, ma si tranquillizzò quasi subito e aprì i regali davanti a una Céline incredula. Ella spiegò il mistero di questa "conversione" nei suoi scritti, parlando della figura del Salvatore: «quella notte in cui si fece debole e sofferente per amore mio, mi rese forte e coraggiosa». All'improvviso, si sentì libera dalle imperfezioni della propria infanzia: questa grazia, ricevuta nella notte di Natale, significò per Teresa l'ingresso nell'età adulta, con l'acquisizione di una diversa consapevolezza di sé e della realtà, senza la quale non avrebbe potuto aspirare a entrare anzitempo nel Carmelo.
Molte cose cambiarono dopo quella notte, che segnò l'inizio della terza parte della sua vita. La chiamò la "notte della conversione".
(Teresa di Lisieux, Manoscritto A, f. 44v)

#### Letture spirituali
Teresa si avvicinò a Céline, che divenne la sua nuova confidente. Con il permesso del suo confessore, poté ricevere la comunione quattro o cinque volte alla settimana, cosa che le riempiva il cuore di gioia: «Sentivo nel mio cuore impulsi fino ad allora sconosciuti, talvolta avevo veri trasporti d'amore».
Tutto le interessava e leggeva molto; in particolare, alla consueta lettura dell'Imitazione di Cristo di Tommaso da Kempis nella traduzione francese di Félicité de La Mennais, libro che da anni teneva sempre con sé e conosceva ormai a memoria, aggiunse quella delle prediche di padre Charles Arminjon (1824-1885) sulla fine del mondo terreno e sui misteri della vita futura.

#### Il processo Pranzini
Nei primi mesi del 1887, Teresa sentì in particolar modo il richiamo alla preghiera per la conversione dei peccatori come azione di carità. Proprio in quei mesi, la storia del pluriomicida Henri Pranzini colpì molto Teresa, che a luglio seguì le vicende del processo sul quotidiano La Croix. In una sorta di sfida personale contro il male e quasi per provare la solidità della propria fede, Teresa decise di convertire il "grande criminale" con la preghiera e, coinvolgendo anche la sorella Céline, fece celebrare una messa per colui che chiamava il suo "primo figlio". Fiduciosa nella misericordia di Dio, chiese un semplice segno di conversione. Il 31 agosto, durante la sua esecuzione, Pranzini si rifiutò di vedere il sacerdote, ma all'ultimo momento, prima di morire, si girò e baciò il crocifisso più di una volta. Il racconto della morte di Pranzini, che lesse nel giornale del padre, segnò Teresa e rafforzò la sua vocazione: capì di dover dedicare la propria vita al Carmelo e diventare suora, per pregare per tutti i peccatori.
Questo episodio mise in luce un aspetto fondamentale della teologia teresiana, quello della misericordia divina: si convinse che Dio aveva perdonato Pranzini. Questa visione è considerata un cambiamento radicale, in un'epoca in cui l'opinione pubblica e la stampa manifestavano ben poca indulgenza nei confronti dei criminali.

#### Verso il monastero
Intanto, Teresa si sentiva ormai pronta ad entrare al Carmelo di Lisieux, immaginando anche la data d'ingresso, il 25 dicembre 1887, primo anniversario della sua "conversione". Sapeva di dover superare numerosi ostacoli e, pensando forse a Giovanna d'Arco, si dichiarò decisa a «conquistare la fortezza del Carmelo in punta di spada».
Il 29 maggio 1887, giorno della Pentecoste, Teresa aveva già messo il padre a conoscenza delle proprie intenzioni. La giovane età della figlia aveva suscitato in lui qualche perplessità, ma alla fine aveva dovuto cedere, convinto che il Buon Dio gli facesse un grande onore nel chiedergli le sue figlie. A ottobre Teresa ottenne il consenso anche dello zio Isidore, suo protutore: dapprima contrario, dopo qualche giorno si lasciò convincere, su consiglio di Pauline, che percepì il dispiacere della sorella. Il giudizio negativo espresso dal canonico Jean-Baptiste Delatroëtte (1818-1895), superiore del Carmelo di Lisieux, indusse Teresa a rivolgersi al vescovo Flavien Hugonin, ma anche costui le negò il consenso.
Teresa ripose le sue speranze su papa Leone XIII, che Louis Martin avrebbe dovuto incontrare durante un pellegrinaggio a Roma, organizzato dalla diocesi di Coutances. Al viaggio parteciperanno anche Teresa e Céline.

#### Il pellegrinaggio a Roma
Nel 1887, per il giubileo indetto per i 50 anni di sacerdozio di Leone XIII, le diocesi di Coutances e di Bayeux e Lisieux organizzarono un pellegrinaggio a Roma, dal 7 novembre al 2 dicembre. Il pellegrinaggio fu guidato dal vescovo di Coutances e Avranches, Abel Anastase Germain; in rappresentanza del vescovo di Bayeux e Lisieux c'era l'abate Maurice-Joseph Révérony (1836-1891), suo vicario generale.

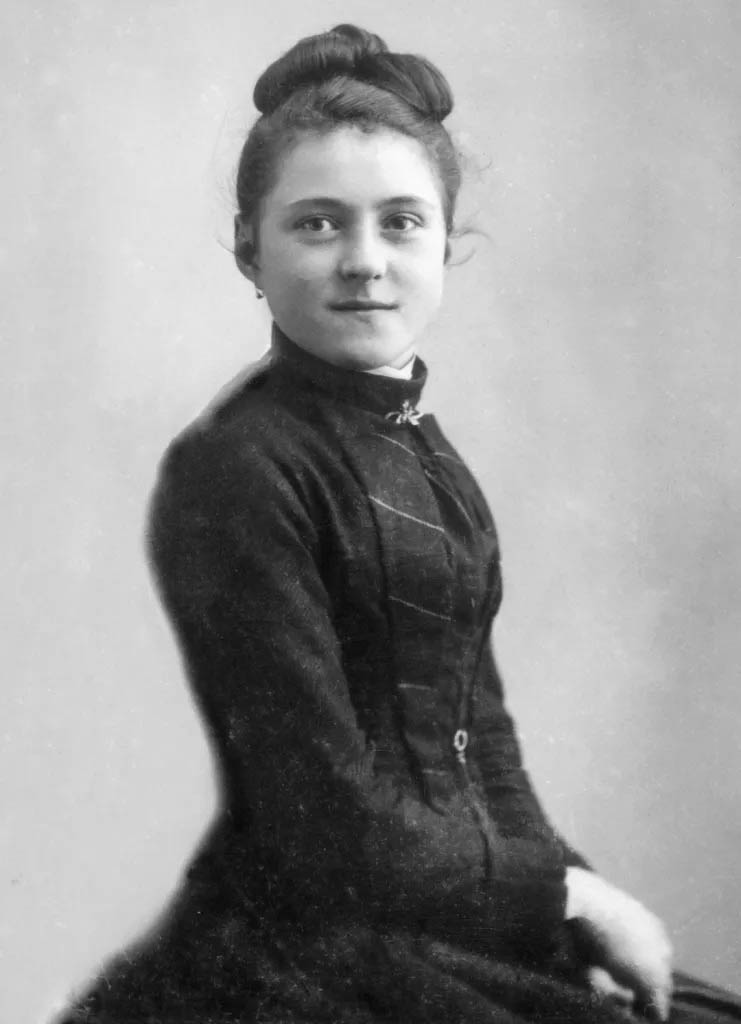
Teresa nel 1887, poco prima del viaggio in Italia

La partenza era fissata da Parigi: il padre approfittò dell'occasione per far visitare la capitale alle ragazze. Durante la messa alla basilica di Nostra Signora delle Vittorie, Teresa si convinse che la Vergine le aveva veramente sorriso e l'aveva guarita dalla "strana malattia" quattro anni prima. Le affidò pertanto il viaggio e la sua vocazione.
Un treno esclusivo, utilizzato per il pellegrinaggio, li condusse in Italia, dopo aver attraversato la Svizzera. Ammirando i paesaggi che si dispiegavano lungo il viaggio, la giovane si rendeva vieppiù consapevole di ciò a cui doveva rinunciare e cercava di imprimersi quei luoghi nella memoria per quando dal chiostro non avrebbe potuto contemplare altro che una porzione di cielo.
La mattina del 20 novembre 1887 giunse il momento dell'udienza da Leone XIII. Dopo la messa celebrata dal papa nella cappella pontificia, il vicario generale del vescovo di Bayeux e Lisieux presentò i componenti del gruppo al pontefice, facendo loro espresso divieto di parlargli. Nonostante ciò, Teresa, venuto il suo turno, si inginocchiò piangendo davanti al pontefice, chiedendo il permesso di entrare in convento. Questi la esortò ad avere pazienza e a seguire i consigli dei superiori.
Sulla via del ritorno, a Nizza, il vicario generale Révérony promise a Teresa di appoggiare la sua richiesta. Il 1º gennaio 1888, con il permesso del vescovo Flavien Hugonin, la madre superiora Marie de Gonzague comunicò a Teresa la propria decisione di ammetterla al Carmelo.

### La vita in monastero (aprile 1888-1896)

#### Il periodo del postulato
Qualche mese dopo, il 9 aprile 1888, nella festa dell'Annunciazione, a poco più di quindici anni, Teresa cominciò il postulato tra le carmelitane con il nome di Thérèse de l'Enfant Jésus, che aveva scelto per sé sin da bambina. Con la sua entrata al Carmelo di Lisieux, tanto osteggiata dal canonico Delatroëtte, ma auspicata dalle suore lì presenti, tra cui la madre superiora Marie de Gonzague, Teresa dovette abituarsi ad uno stile di vita più austero, pur accompagnata dalle sorelle che l'avevano preceduta in convento, suor Agnès de Jésus (Pauline) e suor Marie du Sacré Coeur (Marie).
Al monastero fu accolta dalla priora, madre Marie de Gonzague. Dal suo ingresso in poi, Teresa cercò di conformarsi alle regole del Carmelo, che imparò di giorno in giorno, insieme ad altre quattro novizie. In seguito, divenuta assistente della maestra delle novizie, sottolineò quanto fosse importante l'obbedienza alla regola monastica, facendo della sua esperienza una massima: «Quand'anche tutte trasgredissero la Regola, non sarebbe un motivo per giustificarci. Ognuna dovrebbe comportarsi come se la perfezione dell'Ordine dipendesse dalla propria condotta personale». Teresa ebbe anche modo di conoscere quella che era considerata la fondatrice del Carmelo di Lisieux, madre Geneviève de Sainte Thérèse, al secolo Claire Bertrand (1805-1891).

#### Il noviziato e la malattia del padre
Il 10 gennaio 1889, con la vestizione e l'emissione dei voti temporanei, Teresa fece il suo ingresso nel noviziato, assumendo ufficialmente il nome religioso di suor Teresa del Bambino Gesù e del Volto Santo. La cerimonia fu presieduta dal vescovo Flavien Hugonin. Poté partecipare anche il padre Louis, che si era temporaneamente ripreso da un accesso del male neurologico di cui soffriva.
Un mese dopo la vestizione di Teresa, il 12 febbraio 1889, il padre ebbe una ricaduta (gli fu diagnosticata un'aterosclerosi cerebrale): lo trovarono in stato confusionale con una pistola in mano. Fu chiamato il cognato, Isidore Guérin, che riuscì a disarmarlo, ma due giorni dopo il medico, constatata la gravità della situazione, decise l'internamento nell'ospedale psichiatrico del Bon Sauveur a Caen, dove Louis sarebbe rimasto tre anni.
Teresa si rifugiò nel silenzio, affidandosi alla preghiera e alla lettura della Bibbia. Analisi grafologiche delle sue lettere, effettuate molti anni dopo, mostrarono uno stato di grande tensione. Si immerse nella meditazione dell'opera di Giovanni della Croce, insolita per l'epoca, soprattutto per una suora così giovane.
Teresa trovò conforto nella benevolenza della fondatrice del Carmelo di Lisieux, madre Geneviève, che l'aiutò e la guidò in più occasioni. La giovane l'avrebbe poi lodata come «una Santa, non inimitabile, ma santificata da virtù nascoste e ordinarie».

#### La professione dei voti

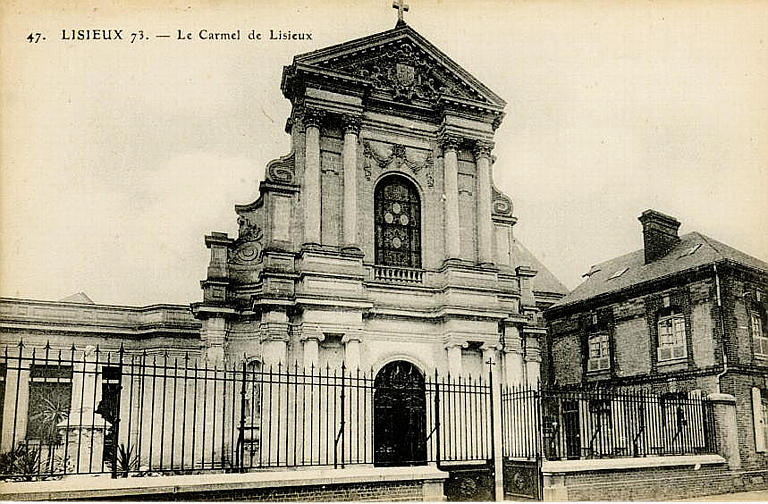
Cartolina postale che raffigura la facciata della chiesetta del Carmelo di Lisieux (1900 circa)

L'8 settembre 1890, a diciassette anni e mezzo, pronunciò i voti per la professione solenne. Questa cerimonia si svolse all'interno del monastero del Carmelo. La giovane carmelitana ebbe modo di ricordare il motivo per cui rispose alla chiamata di Dio: «Sono venuta per salvare le anime e soprattutto per pregare per i sacerdoti».
Il 24 settembre ebbe luogo la cerimonia pubblica. Il padre non poté partecipare, il che rattristò molto Teresa. Tuttavia, secondo madre Marie de Gonzague, era una «suora esperta e perfetta». Quel giorno di gioia e di realizzazione per la giovane fu però "interamente velato di lacrime", tanto si dispiacque per l'assenza del padre.
L'anno successivo, il 5 dicembre 1891, la comunità monastica fu funestata dalla perdita della fondatrice, madre Geneviève de Sainte Thérèse, la cui morte venne rievocata con accenti toccanti da Teresa nei suoi scritti.
Il 10 maggio 1892, il padre di Teresa fu dimesso dall'Istituto di Caen dove era ricoverato. Il vecchio Louis poté incontrare, dopo lungo tempo, le tre figlie nel parlatorio del Carmelo. Fu ospitato dai Guérin, dove Céline e Léonie si occuparono di lui, ormai allettato.
Gli anni che seguirono furono quelli della maturazione della sua vocazione. Teresa evitò di lasciarsi coinvolgere nelle discussioni che talvolta disturbavano la vita comunitaria: era solo dedita alla preghiera continua. Accettò in silenzio le critiche, anche quelle che ritenne ingiuste. Pregò molto per i sacerdoti e in particolare per padre Hyacinthe Loyson, un famoso predicatore che fu scomunicato nel 1869 e poi abbandonò la Chiesa cattolica.

#### L'elezione di suor Agnès a priora

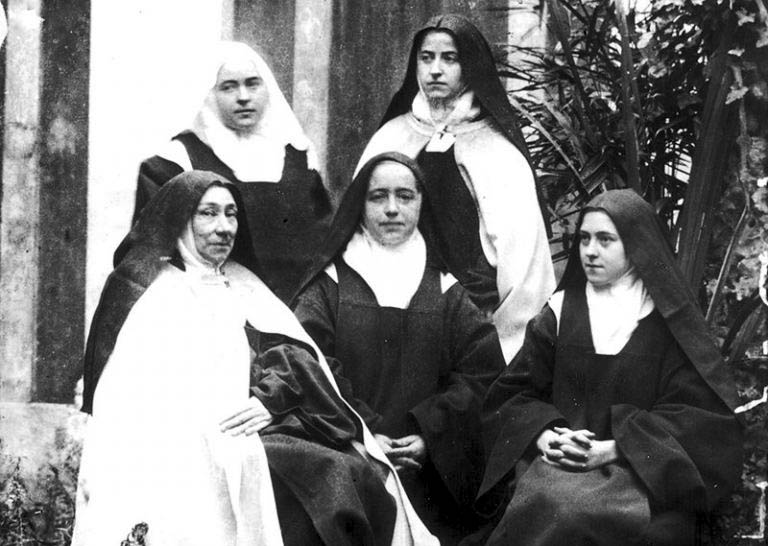
Le quattro sorelle Martin carmelitane in compagnia di madre Marie de Gonzague (in piedi da sinistra, Céline e Pauline; sedute da destra, Teresa e Marie)

Nel 1893 madre Marie de Gonzague giunse al termine del suo secondo mandato consecutivo di priorato. Non potendo ripresentarsi, le succedette suor Agnès de Jésus (Pauline), eletta il 20 febbraio 1893 priora del Carmelo per i successivi tre anni. Questa situazione non era delle più facili per Pauline e per le sue sorelle, poiché madre Marie de Gonzague intendeva comunque esercitare la propria influenza. Pauline dovette quindi mostrarsi molto diplomatica ed evitò comportamenti non conformi alla sua carica, nei confronti delle due sorelle.
Madre Marie de Gonzague fu, in quel periodo, maestra delle novizie e la nuova priora, madre Agnès, affidò a Teresa l'incarico di coadiuvarla. La giovane si trovò in una situazione delicata: obbedire sia alla sorella, sia alla madre Marie de Gonzague, ma la sua idea radicata di obbedienza fece di lei un'assistente docile.
Nel 1894 Teresa scrisse le sue prime Pie ricreazioni. Si trattava di brevi rappresentazioni teatrali, messe in scena da alcune suore per il resto della comunità, in occasione di alcune feste. La sua prima opera fu dedicata a Giovanna d'Arco, di cui era appena stata introdotta la causa di beatificazione.
All'inizio di quello stesso anno cominciò a soffrire di mal di gola e dolori al petto.
Il 29 luglio 1894 Louis Martin morì, assistito dalla figlia Céline, che da diversi anni pensava di seguire la vita monastica delle sorelle. A settembre entrò anch'ella al Carmelo di Lisieux. Nell'agosto 1895, alle quattro sorelle Martin si unì la cugina Marie Guérin.

#### Centenario del martirio delle carmelitane di Compiègne
Nel 1894 fu celebrato il centenario del martirio delle carmelitane di Compiègne, all'epoca non ancora beate. Le sedici monache carmelitane scalze furono giustiziate il 17 luglio 1794 per aver rifiutato di rinunciare al voto monastico, nel contesto della Rivoluzione francese. Questo avvenimento ebbe una grande ripercussione in tutta la Francia e ancor più nel Carmelo di Lisieux. Le religiose del Carmelo di Compiègne chiesero alle consorelle di Lisieux di contribuire all'abbellimento della loro cappella, in occasione della ricorrenza Teresa di Gesù Bambino e Teresa di Sant'Agostino ricamarono degli stendardi. Quest'ultima testimonierà, al processo di beatificazione di Teresa, la dedizione che la giovane dimostrò in questa circostanza e la profonda ammirazione che le fece esclamare: «Che felicità se avessimo la stessa sorte, la stessa grazia!».

#### La "piccola via" e l'ascensore alla santità
Teresa entrò al Carmelo con il desiderio di diventare una santa. Già alla fine del 1894, dopo sei anni di vita carmelitana, riconobbe che questo obiettivo era quasi impossibile da raggiungere: si vedeva con numerose imperfezioni e non si riconosceva il carisma di Teresa d'Avila, Paolo di Tarso o altri grandi santi. Soprattutto, vedeva i propri limiti, che la facevano sentire insignificante e ancora lontana da quell'amore senza difetti che intendeva praticare. Comprese allora che era su questa piccolezza che avrebbe dovuto contare per domandare l'aiuto di Dio. Nella Bibbia, il versetto «Si quelqu'un est tout petit, qu'il vienne à moi», "Se qualcuno è piccolo, venga a me" (Proverbi 9,4), fu per Teresa fonte d'ispirazione, così come un altro passo che recita «La miséricorde est accordée aux petits», "La misericordia è concessa ai piccoli" (Sapienza 6,7).
Teresa giunse alla conclusione che sarebbe stato lo stesso Gesù ad innalzarla alla santità. La piccolezza e i limiti di Teresa divennero ai suoi occhi motivo di gioia: era nei suoi limiti, che si esercitava l'amore misericordioso di Dio per lei. Nei suoi manoscritti Teresa dà a questa intuizione teologica il nome di "petite voie", "piccola via".
In alcune lettere, a partire dal febbraio 1895, aggiunse nella firma l'aggettivo "toute petite", "piccolissima", prima del suo nome. Fino a quel momento, Teresa impiegò il termine "piccolezza" per ricordare il suo desiderio di vita nascosta e discreta. D'ora in poi, lo utilizzò anche per manifestare la sua speranza: quanto più sarà piccola davanti a Dio, tanto più potrà contare su di Lui. In questo stesso periodo Teresa cominciò, su richiesta di madre Agnès, a scrivere i propri ricordi. Continuò anche nella composizione di brevi opere teatrali e di cantici, di cui il più conosciuto è Vivre d'amour.
All'interno della Chiesa cattolica, la via teresiniana dell'abbandono a Dio è nota come uno stato d'infanzia spirituale. Questa cosiddetta "via dell'infanzia spirituale" è considerata dal Martirologio Romano come suo specifico insegnamento di santità. È lei stessa a spiegarla nei seguenti termini:
(Teresa di Lisieux, Manoscritto C, f. 2rv)
Nella stessa pagina riprende e approfondisce il paragone:
(Teresa di Lisieux, Manoscritto C, f. 2v)
La "piccola via" intende porre l'esercizio eroico delle virtù cristiane praticato nella vita quotidiana accanto alla più tradizionale spiritualità epicamente appariscente:
(Teresa di Lisieux, Manoscritto A, f. 74v)

#### L'offerta all'amore misericordioso
Il 9 giugno 1895, in occasione della festa della Santissima Trinità, Teresa ebbe l'improvvisa ispirazione di offrirsi vittima "all'amore misericordioso". In quell'epoca era infatti d'uso, presso alcune religiose, di offrirsi vittime alla giustizia di Dio. Loro intenzione era di soffrire a immagine del Cristo, in unione con Lui, per supplire alle penitenze cui si sottraevano i peccatori. Diverse di loro furono, in realtà, affette da patologie molto dolorose, cosa che le spinse a offrirle al Signore. La lettura della necrologia di suor Anne-Marie de Jésus, carmelitana di Luçon, con il racconto delle sue sofferenze e della terribile agonia, ispirò Teresa a offrire sé stessa all'amore e alla misericordia di Dio.
In ottobre, un seminarista, Maurice Bellière (1874-1907), chiese al Carmelo di Lisieux che una suora sostenesse, con la preghiera e il sacrificio, la sua vocazione missionaria. Madre Agnès gli indicò Teresa, che, avendo sempre sognato di avere un fratello prete, ne fu felicissima. Moltiplicò i suoi piccoli sacrifici, che offrì per la missione del futuro sacerdote e lo incoraggiò attraverso le sue lettere.
Il 21 marzo 1896 ebbe luogo l'elezione della priora. Madre Marie de Gonzague sperava di ritornare nel suo ruolo e così fu. Decise di mantenere anche la funzione di maestra delle novizie e scelse Teresa come sua vice, seppure ufficialmente non ne avesse titolo, essendo ancora una novizia. Teresa visse questa delicata missione cercando di andare incontro alle sorelle, pur senza fare troppe concessioni, cosa che la fece apparire, talvolta, troppo severa.
Teresa rimase nella più grande obbedienza, nei confronti della priora, adempiendo alla lettera alla moltitudine di piccole regole che madre Marie de Gonzague stabilì e che non furono sempre ben accette dalla comunità di Lisieux.

### La malattia mortale e la notte della fede (1896-1897)
Nell'aprile del 1896 Teresa contrasse la tubercolosi, che nel giro di diciotto mesi la portò alla morte. Nella notte tra il Giovedì santo e il Venerdì santo fu vittima di una prima emottisi. Lo segnalò a madre Marie de Gonzague, insistendo tuttavia sul fatto di non soffrire. Una seconda crisi si ripeté la notte seguente. Questa volta la priora si preoccupò seriamente e autorizzò il dottor Francis La Néele (1858-1916), marito della cugina di Teresa, Marie-Elisa-Jeanne Guérin, a visitarla. Questi ipotizzò che il sanguinamento fosse stato causato dalla rottura di vasi capillari della gola. Teresa non si fece illusioni sul suo stato di salute, ma non ebbe paura, perché percepì la morte come la sua possibilità di ascendere al Cielo e di ritrovare Colui che fu il motivo dell'ingresso al Carmelo.
In questo periodo subì una crisi profonda, chiamata "la notte della fede". Le sue angosce non riguardavano l'esistenza di Dio, ma la fede in una vita eterna. Si fece strada in lei la sensazione che sarebbe morta giovane e per niente. Questa prova non le impedì tuttavia di proseguire nella sua vita di monaca carmelitana, continuando a comporre cantici e poesie su richiesta delle consorelle. Quest'oscurità non la lascerà più e persisterà fino alla morte, che avverrà un anno più tardi. Tuttavia, percepì quella "notte" come la battaglia finale, l'opportunità di dimostrare la sua incrollabile fiducia in Dio. Si rifiutò di cedere a questa paura del "nulla" e moltiplicò i suoi atti di fede; nonostante i suoi dubbi, continuò a credere con gran fervore. Questa lotta interiore risultò tanto più penosa, quanto più Teresa sperava di fare del bene dopo la morte.

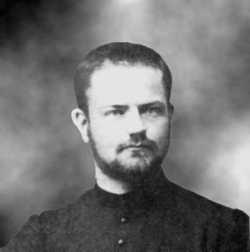
Padre Adolphe Roulland, fratello spirituale di Teresa

Nel maggio 1896, su richiesta di madre Marie de Gonzague, Teresa divenne madrina di un secondo missionario, padre Adolphe Roulland (1870-1934), che fu ordinato prete il 28 giugno e partì per la Cina.
Nel settembre 1896, Teresa manifestò l'impulso a perseguire la propria vocazione attraverso percorsi assai diversi: avrebbe voluto essere allo stesso tempo missionaria, prete, apostolo, dottore della Chiesa, martire. Rilesse allora la Prima lettera ai Corinzi di Paolo di Tarso: l'inno alla carità, al capitolo 13, la illuminò. Il senso della sua vocazione le apparve chiaro all'improvviso:
(Teresa di Lisieux, Manoscritto B, f. 3v)
In effetti, la vocazione alla carità ingloba tutte le altre; è dunque la carità che risponde a tutti i desideri di Teresa.
(Teresa di Lisieux, Manoscritto B, f. 3v)
Nel novembre 1896 padre Roulland le fece conoscere la biografia del missionario e martire francese Théophane Vénard. Teresa trovò molti punti in comune con il proprio pensiero, tanto da affermare: «Questi sono i miei pensieri; la mia anima somiglia alla sua». Nel capitolo XII aggiunto all'edizione originale della Storia di un'anima, che non è contenuto nei Manoscritti autobiografici e nelle loro edizioni, si legge un testamento spirituale composto quasi esclusivamente da frasi ricavate dalle lettere di Théophane alla propria famiglia.

### L'ultimo calvario e la morte
Nel gennaio 1897 Teresa scrisse: «Credo che la mia corsa ormai non sarà più molto lunga». Tuttavia, nonostante l'aggravarsi della malattia, rimase all'interno della comunità, sebbene con l'arrivo della primavera gli attacchi di emesi e i forti dolori al petto aumentassero.
Nell'aprile 1897 subì i contraccolpi del caso Diana Vaughan, che a partire dal 1895 pubblicò sotto forma di rivista mensile le sue Memorie, in cui raccontò frequentazioni di ambienti satanisti, seguite poi dalla conversione, attribuita dall'autrice a Giovanna d'Arco. Teresa, colpita da questa testimonianza, le scrisse ed espresse la propria ammirazione. Madre Agnès aggiunse alla lettera anche una foto di Teresa, che la raffigurava mentre recitava nel ruolo di Giovanna d'Arco. Diana Vaughan, che sostenne di vivere nascosta, si fece rappresentare presso la stampa da un certo Léo Taxil, già noto anticlericale, che si definì anch'egli convertito alla fede cattolica. Tuttavia, la gente cominciava a dubitare dell'autenticità delle Memorie. Léo Taxil, infine, annunciò nell'aprile 1897 una conferenza stampa insieme alla misteriosa giovane autrice. Nel corso di questa conferenza pubblica, egli però rivelò che Diana Vaughan non era mai esistita e che l'intera vicenda era stata montata per irridere alla credulità dei cattolici. Lo scandalo dilagò: quando Teresa scoprì che la sua foto era stata proiettata nel corso della conferenza, si sentì umiliata e derisa, ma visse quell'episodio come una prova ulteriore, in questo periodo ancora pieno di dubbi e incertezze.
In giugno, su richiesta di madre Marie de Gonzague proseguì nella redazione delle sue memorie, compilando il Manoscritto C di Storia di un'anima. Il 9 giugno 1897, secondo la testimonianza di suor Marie du Sacré-Cœur, Teresa le rivelò: «Dopo la mia morte, farò cadere una pioggia di rose», alludendo ai miracoli che prometteva di compiere dal Cielo. Nel luglio 1897 Teresa lasciò la propria cella per l'infermeria del monastero, dove sarebbe rimasta fino alla morte. Il 17 luglio disse a madre Agnès:
(Teresa di Lisieux, Derniers Entretiens, Carnet jaune, 17 luglio 1897)
Il 17 agosto il dottor La Néele visitò Teresa. Le fu diagnosticata una tubercolosi in stadio terminale. Le sue sofferenze giunsero all'apice: «C'è da perdere la ragione», disse. Dopo un breve periodo di remissione, in cui Teresa riprese un po' le forze, a settembre la sua malattia riebbe il sopravvento. La sua ultima notte fu molto difficile, vegliata dalle sorelle. Non poté essere trattata con la morfina, in quanto vietata dalla priora, che ritenne la terapia inadatta ad una carmelitana, abituata ad accettare la sofferenza con eroismo. Al mattino confidò: «È agonia allo stato puro, senza neppure un minimo di consolazione». Domandò quindi di essere preparata spiritualmente, ma madre Marie de Gonzague la rassicurò, dicendole che era già pronta, poiché ella non aveva mai mancato di praticare l'umiltà. Teresa rifletté per un istante e poi rispose:
(Teresa di Lisieux, Derniers Entretiens, Carnet jaune, 30 settembre 1897)
Teresa morì il 30 settembre 1897, alle 19:20. In una delle sue ultime lettere scrisse: «Non muoio, entro nella vita».
I funerali di Teresa furono celebrati il 4 ottobre 1897 in forma privata. Fu sepolta nel cimitero di Lisieux, in una nuova concessione acquistata per il Carmelo. Le suore non poterono uscire dal convento, per cui la salma fu accompagnata da pochi intimi; neppure lo zio Isidore, ammalato, poté essere presente.

## Opere
L'opera letteraria di Teresa consta di tre scritti autobiografici (noti con il titolo complessivo di Storia di un'anima), 8 testi teatrali, 54 poesie, 21 preghiere e 266 lettere.

### Storia di un'anima
(Teresa di Lisieux, Manoscritto A, incipit, f. 2r)

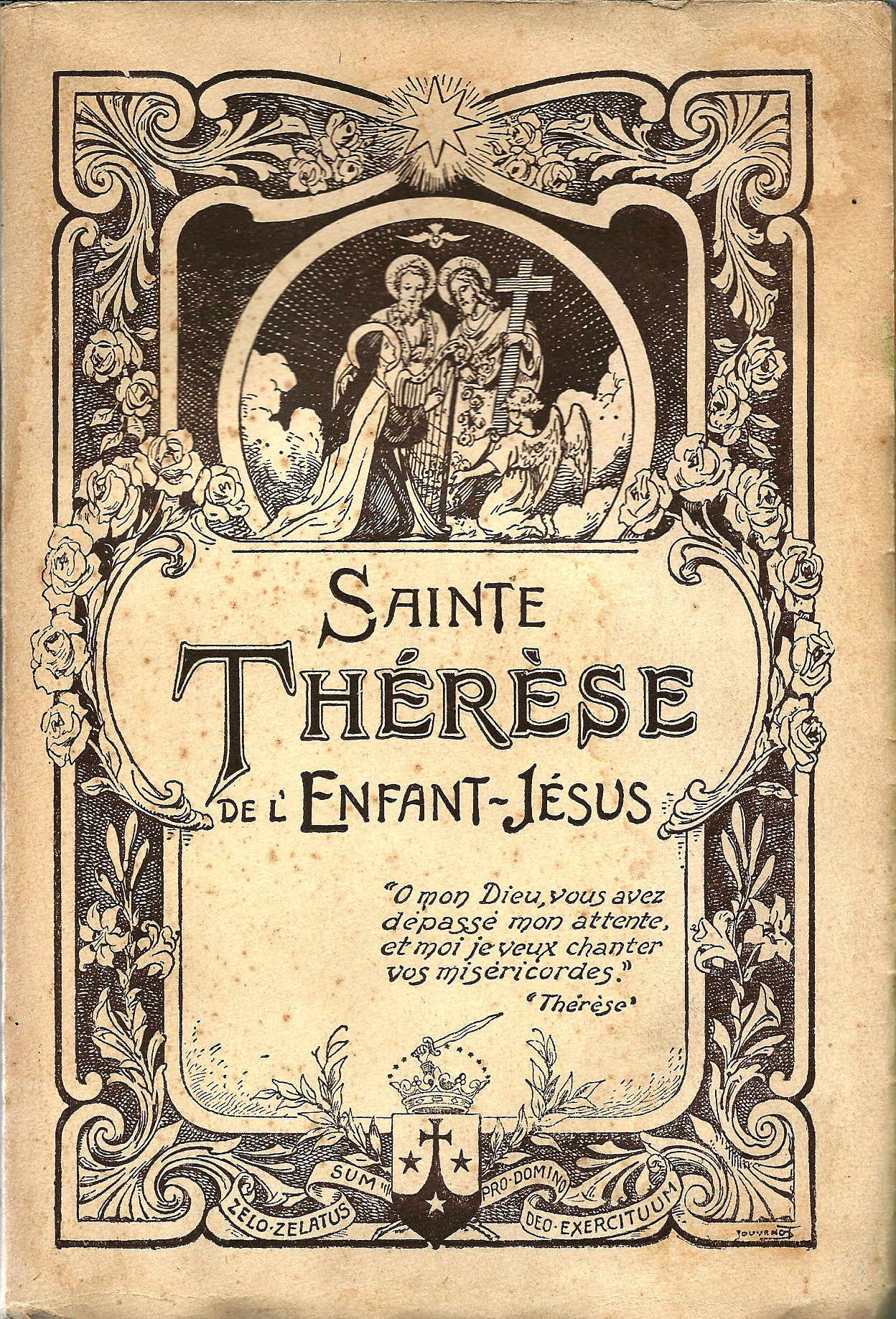
Copertina di Histoire d'une âme in una ristampa dell'edizione del 1925, precedente al ripristino dei testi originali

Alla morte di Teresa, madre Agnès (la sorella Pauline) si trovò a disporre di differenti scritti autobiografici della futura santa, i cosiddetti Manoscritto A, Manoscritto B, Manoscritto C.
Il Manoscritto A fu redatto da Teresa, sotto il titolo Histoire printanière d'une petite fleur blanche écrite par elle-même et dédiée à la révérende Mère Agnès de Jésus ("Storia primaverile di un fiorellino bianco scritta da lei stessa e dedicata alla reverenda madre Agnese di Gesù"), nel corso del 1895 a seguito dell'esortazione rivoltale dalla stessa madre Agnès, in quel periodo superiora del Carmelo di Lisieux, affinché raccogliesse per iscritto tutti i suoi ricordi. Teresa scrisse in quaderni scolastici, di solito dopo l'ufficio della compieta, la storia della sua vita, distinta in tre parti sino all'entrata al Carmelo e seguita dal compendio della sua vita religiosa, che consegnò alla priora il 21 gennaio 1896, come regalo di onomastico.
Il Manoscritto B è un insieme di due lettere indirizzate a suor Marie, madrina e sorella di Teresa, la seconda delle quali è rivolta direttamente a Gesù. Nel settembre del 1896, quando Teresa conobbe la gravità della sua malattia ed entrò nella sua "notte della fede", iniziò il suo ritiro spirituale annuale. Approfittò dei momenti di silenzio e di meditazione per scrivere queste e altre lettere. Descrisse ciò che stava sperimentando da diversi mesi, ma soprattutto la grande scoperta che fece: l'amore come sua vocazione. Marie le chiese di scrivere una presentazione della sua "piccola dottrina", ed ella le consegnò il Manoscritto B che, secondo la definizione di Conrad De Meester, costituisce «la magna carta del suo insegnamento sull'infanzia spirituale».
Il Manoscritto C fu scritto in obbedienza a madre Marie de Gonzague. In realtà fu madre Agnès che, consapevole delle gravi condizioni di salute della sorella, incoraggiò la priora a chiedere a Teresa di proseguire nella stesura della storia della sua vita. Fu in un piccolo taccuino che la paziente annotò i suoi ricordi. All'inizio di luglio, continuò a scrivere seppur ormai molto indebolita; alla fine di agosto, consumata dalla malattia, dovette abbandonare definitivamente la scrittura del quaderno.
Era usanza nei Carmeli redigere e inviare agli altri monasteri dell'ordine una lettera o "circolare necrologica" su una suora defunta, in cui si raccontava più o meno brevemente la sua vita: Teresa sapeva che i suoi scritti sarebbero stati diffusi, almeno nei Carmeli, sotto forma, appunto, di circolare e poco prima della morte, affidò alla sorella Pauline, madre Agnès, il compito di correggerli, consapevole del necessario lavoro di revisione. Sotto la responsabilità della priora, madre Marie de Gonzague, madre Agnès organizzò (e rielaborò) i tre manoscritti in un volume, intitolato Storia di un'anima, dividendo il testo in undici capitoli e aggiungendone un dodicesimo, dove completò il racconto con gli ultimi mesi di vita dell'autrice. Il vescovo Flavien Hugonin ne autorizzò la pubblicazione nel 1898. Il libro, stampato in 2000 copie, fu diffuso tra i Carmeli e in altre sedi religiose: a questa edizione, esaurita a Pasqua 1899, ne succederanno numerose altre: fino al 1915 furono distribuiti 211 000 volumi e 710 000 copie di una versione ridotta.
Molti sacerdoti testimoniarono che erano stati aiutati spiritualmente da questa lettura. Così, padre Marie-Joseph Lagrange, fondatore della Scuola biblica di Gerusalemme, disse nel 1927:
(Marie-Joseph Lagrange)
Gli studi sull'opera di Teresa si moltiplicarono e il desiderio di poter leggere i quaderni originali divenne sempre più forte. Ma fu solo nel 1956 che, su richiesta di papa Pio XII, padre François de Sainte-Marie (1910-1961) pubblicò i Manuscrits autobiographiques in facsimile e poi, nel 1957, in edizione critica. Nel 1982 Storia di un'anima risultava tradotto in più di quaranta lingue e dialetti.

### Altre opere
Teresa di Lisieux si cimentò anche con l'arte dello spettacolo. Compose 8 lavori teatrali che mise in scena nel teatro del Carmelo, curandone anche scenografia e costumi. Tali pièces furono redatte tra il 1894 e il 1897 e furono intitolate Pie ricreazioni (Récréations pieuses):
1. La missione di Giovanna d'Arco (La Mission de Jeanne d'Arc, 21 gennaio 1894)
2. Gli angeli al presepe di Gesù (Les Anges à la Crèche de Jésus, 25 dicembre 1894)
3. Giovanna d'Arco compie la sua missione (Jeanne d'Arc accomplissant sa mission, 21 gennaio 1895)[N 24]
4. Gesù a Betania (Jésus à Bethanie, 29 luglio 1895)
5. Il piccolo mendicante divino di Natale (Le Divin Petit Mendiant de Noël, 25 dicembre 1895)
6. La fuga in Egitto (La Fuite en Egypte, 21 gennaio 1896)
7. Il trionfo dell'umiltà (Le Triomphe de l'Humilité, 21 giugno 1896)
8. Santo Stanislao Kostka (Saint Stanislas Kostka, 8 febbraio 1897)

Nel corso della sua vita religiosa, Teresa scrisse numerose lettere che fecero luce sullo sviluppo della sua spiritualità, in particolare quelle indirizzate a sua sorella Céline e ai suoi fratelli spirituali, Adolphe Roulland e Maurice Bellière.
Costretta a letto nelle ultime settimane della sua vita, Teresa dedicò più tempo alla scrittura, ma la malattia la stremò e il 16 luglio scrisse le sue ultime lettere di addio. Madre Agnès, che vegliò sulla sorella fino all'ultimo giorno di vita, ne annotò le parole, che furono poi trascritte in un quaderno giallo, il cosiddetto Carnet jaune; raccolte infine con altre testimonianze, furono intitolate Ultimi colloqui (Derniers Entretiens).
Dal 1971 gli scritti della santa furono pubblicati in modo conforme agli originali.

### Edizioni
- Manuscrits autobiographiques, a cura di François de Sainte-Marie, I: Introduction; II: Notes et tables; III: Table des citations; IV: Fac-similés, Lisieux, Carmel de Lisieux, 1956, SBN SBL0639607.
- Manuscrits autobiographiques, a cura di François de Sainte-Marie, Lisieux, Carmel de Lisieux, 1957, SBN TO01243625.[N 25]
- Une course de géant: Lettres, édition intégrale, Paris, Les Éditions du Cerf – Desclée De Brouwer, 1977, ISBN 2-204-01051-0.
- Théâtre au Carmel: Récréations pieuses, a cura di sœur Cécile e Guy Gaucher, Paris, Éditions du Cerf – Desclée De Brouwer, 1985, ISBN 2-204-02261-6.

Edizione critica delle Opere complete
- Œuvres complètes, Nouvelle édition du centenaire, Paris, Éditions du Cerf – Desclée De Brouwer, 1992, SBN TO01975112. Comprende i volumi:

1. Manuscrits autobiographiques, a cura di sœur Cécile et Jacques Lonchampt, ISBN 2-204-04527-6.
2. La première «Histoire d'une âme» de 1898. Texte intégral des onze premiers chapitres, a cura di Jacques Lonchampt, 1992, ISBN 2-204-04528-4.
3. Correspondance générale, a cura di Jacques Lonchampt, I: 1877-1890; II: 1890-1897, ISBN 2-204-045292.
4. Poésies, a cura di sœur Cécile et Jacques Lonchampt, 1992  [1979], ISBN 2-204-04530-6.
5. Récréations pieuses, a cura di sœur Cécile et Guy Gaucher, ISBN 2-204-04531-4.
6. Derniers Entretiens avec ses sœurs Mère Agnès de Jésus, sœur Geneviève, sœur Marie du Sacré-Cœur et témoignages divers, a cura di sœur Cécile et al., 1992  [1971], ISBN 2-204-04532-2.
7. Dernières Paroles: toutes les paroles recueillies pendant ses six derniers mois, synopse des quatre versions des Derniers entretiens de Mère Agnès de Jésus, variantes des Derniers entretiens et témoignages divers, a cura di sœur Cécile et al., ISBN 2-204-04533-0.

- Œuvres complètes (Textes et Dernières Paroles), Paris, Éditions du Cerf – Desclée de Brouwer, 1992, ISBN 2-204-04303-6.

Traduzioni
- Storia di un'anima ossia vita della serva di Dio suor Teresa del Bambino Gesù e del Volto Santo, morta in concetto di santa nel Carmelo di Lisieux il 30 settembre 1897 all'età di 24 anni, scritta da lei medesima, versione autorizzata dalle suore di Lisieux e fatta da una carmelitana di S. M. Maddalena de' Pazzi in Firenze, Firenze, Tipografia Barbera, 1910, SBN CAG2045799.[N 26]
- Gli scritti, traduzione di Giorgio Papasogli, Dante Giovannini e Carlo Betocchi, Roma, Postulazione generale dei Carmelitani scalzi, 1970, SBN SBL0370006.
- Storia di un'anima. Scritti autobiografici, traduzione di Giorgio Papàsogli, introduzione di Jesús Castellano Cervera, Roma, Città Nuova, 1997  [1970], ISBN 88-311-9512-3.
- «Sento una voce». Pie ricreazioni. Testi teatrali della santa di Lisieux, traduzione di Teresina Bettina Magrini, Roma, OCD, 1996, ISBN 978-88-7229-026-2.

## Il culto

### Dopo la morte: la fama di santità
Dopo la sua morte prematura, la storia della breve vita di Teresa scosse il mondo e il libro Histoire d'une âme divenne un best seller. I suoi numerosi lettori si sentivano entusiasmati, chiedevano reliquie della suora al Carmelo di Lisieux, andavano in pellegrinaggio alla sua tomba e iniziavano a pregarla spontaneamente. Negli anni le testimonianze di preghiere esaudite si moltiplicarono e con esse crebbe la fama di Teresa come taumaturga. I fedeli e la stampa cominciarono a parlare di santità e il 15 marzo 1907 persino il papa Pio X in un'udienza privata la definì la più grande santa dell'epoca.

### La beatificazione
L'avvio della causa di beatificazione era di competenza del vescovo locale, Thomas Lemonnier (1853-1927), che l'8 maggio 1908 autorizzò l'apertura del procedimento preliminare. Nel gennaio 1909 padre Rodrigo di S. Francesco da Paola (1850-1931), postulatore generale dell'ordine a Roma, fu nominato postulatore della causa e monsignor Roger de Teil (1848-1922) vice-postulatore; quest'ultimo aveva conosciuto Teresa nel settembre 1896, quand'era postulatore nel processo di beatificazione delle Carmelitane di Compiègne.
Il processo ordinario si aprì il 3 agosto 1910 e si concluse il 12 dicembre 1911. Il fascicolo diocesano fu allora preso in carico a Roma dalla Congregazione dei riti, che il 10 gennaio 1914 autorizzò l'apertura del processo apostolico (cioè ufficialmente riconosciuto dalla Santa Sede) senza attendere il decorso del termine ordinario di dieci anni e il 9 giugno respinse le obiezioni del promotore della fede, monsignor Alessandro Verde. Il 10 giugno 1914 papa Pio X firmò l'introduzione ufficiale della causa.
Il processo apostolico fu aperto dal vescovo Thomas Lemonnier nella cattedrale di Bayeux il 17 marzo 1915 e si chiuse il 30 ottobre 1917, ritardato dalla guerra in corso. Da quel momento in poi, la causa si svolse esclusivamente in Vaticano. Secondo il diritto canonico, essa di regola può essere trattata solo dopo cinquant'anni dalla morte, ma papa Benedetto XV, con un'eccezione, fece proseguire il processo su Teresa. Con decreto del 14 agosto 1921, la Congregazione dei riti riconobbe l'eroicità delle virtù, nonostante le obiezioni del nuovo promotore della fede Angelo Mariani.
All'epoca erano necessari due miracoli per la beatificazione. Nel caso della venerabile Teresa di Lisieux, le due guarigioni spontanee, inspiegabili dal punto di vista scientifico, attribuite alla sua intercessione riguardarono:
- Charles Anne, un seminarista di 23 anni, guarito da una tubercolosi polmonare a Lisieux nel 1906;[234]
- Suor Louise de Saint-Germain, figlia della Croce, guarita da un'ulcera gastrica a Ustaritz nel 1916.[234]

Con decreto dell'11 febbraio 1923, la Congregazione dei riti approvò i miracoli e, con altro decreto del 19 marzo, diede il via libera alla proclamazione. A Lisieux, nei giorni seguenti, il corpo di Teresa fu traslato alla cappella del Carmelo. Il 29 aprile 1923, con la Lettera Apostolica «Quod Ioannes» di Pio XI, Teresa fu proclamata beata.

### La canonizzazione
Nel luglio dello stesso anno fu avviata la causa per la canonizzazione. I due nuovi miracoli necessari riguardarono:
- Gabriella Trimusi, una giovane suora appartenente alle Piccole figlie dei Sacri Cuori di Gesù e Maria, affetta da anni da una forma tubercolare ossea; guarì dopo essersi recata a pregare davanti a un quadro di Teresa nella chiesetta del Carmelo di Parma il 24 giugno 1923;[240]
- Maria Pellemans di Schaerbeek (1899-1972), che soffriva di una tubercolosi polmonare diffusasi all'intestino; guarì mentre pregava sulla tomba di Teresa il 22 marzo 1923. Un anno dopo, il 9 aprile 1924, entrò nel Carmelo di Gand.[241]

Una volta conclusi gli accertamenti sul carattere miracoloso degli eventi addotti e sulla loro attribuibilità all'intercessione della beata, il 17 maggio 1925, con la Littera decretalis «Vehementer exsultamus», Pio XI procedette alla canonizzazione di Teresa, che definì la «stella» del suo pontificato. Tra i 500 000 fedeli che riempivano piazza San Pietro, soltanto 50 000 poterono entrare nella basilica. Durante l'omelia il papa disse di Teresa di Lisieux:
(Pio XI, Homilia «Benedictus Deus», 17 maggio 1925)
Il 30 settembre 1925, per la prima volta, la Chiesa celebrò "Santa Teresa di Gesù Bambino e del Volto Santo", più comunemente conosciuta come "Santa Teresa di Lisieux". In quell'occasione papa Pio XI offrì alla santa la rosa d'oro pontificia, fino ad allora riservata a sovrani e sovrane o mogli di sovrani viventi.
Due anni dopo la sua canonizzazione, il 14 dicembre 1927, con decreto della Congregazione dei riti, Teresa fu dichiarata, sempre da Pio XI, compatrona delle missioni assieme a san Francesco Saverio.

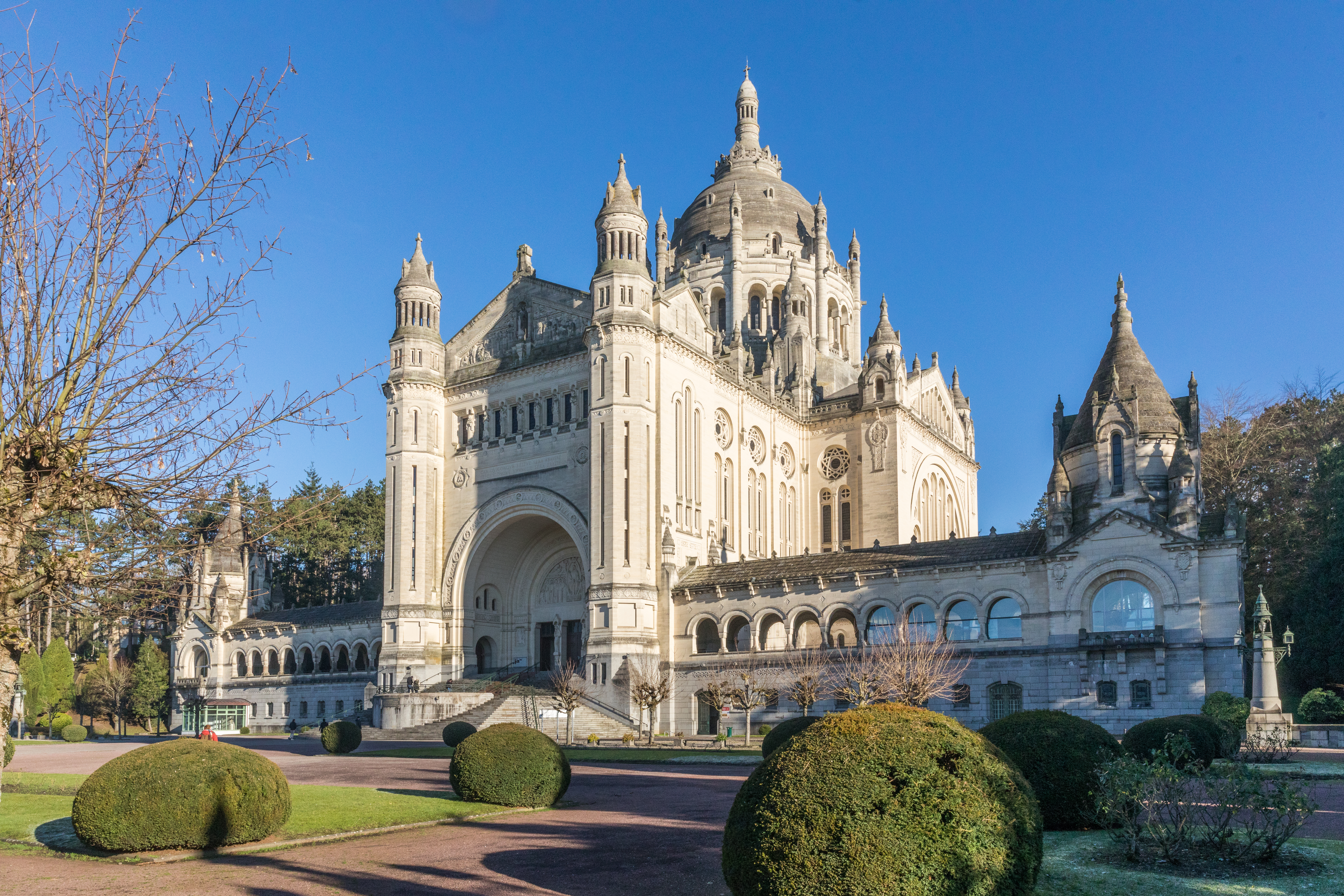
La basilica di Lisieux: di superficie e di lunghezza, innalzata in onore di Santa Teresa nel 1937 e scampata ai bombardamenti anglo-americani del 1944

In onore della santa, si decise di erigere a Lisieux una grande basilica (la basilica di Santa Teresa). I lavori iniziarono il 30 settembre 1929; l'11 luglio 1937 ebbe luogo la cerimonia di benedizione, presieduta dal cardinale Eugenio Pacelli, futuro papa Pio XII. Dopo la lunga sospensione dovuta alla guerra, i lavori ripresero e si conclusero, con gli allestimenti di vetrate e mosaici, all'inizio degli anni cinquanta. La basilica fu consacrata l'11 luglio 1954 dall'arcivescovo di Rouen e primate della Normandia, Joseph-Marie-Eugène Martin, in presenza dell'arcivescovo di Parigi Maurice Feltin, legato pontificio.
La prima chiesa in Italia dedicata a santa Teresa di Lisieux sorse a Bologna. La posa della prima pietra avvenne il 21 giugno 1925; l'arcivescovo di Bologna, cardinale Giovanni Battista Nasalli Rocca di Corneliano, che aveva dato la propria adesione al progetto di una nuova chiesa, espresse il desiderio che fosse dedicata a santa Teresa del Bambino Gesù. Inaugurata nel 1926 come chiesa sussidiale di Santa Maria Lacrimosa degli Alemanni, divenne parrocchiale nel 1939.
Il 3 maggio 1944, con la Lettera apostolica «Sanctae Romanae Ecclesiae», Pio XII proclamò Teresa di Lisieux patrona secondaria della Francia, al pari di santa Giovanna d'Arco, proclamata il 2 marzo 1922 dal suo predecessore.
In tutto il mondo, più di 1 700 chiese sono dedicate a Teresa di Lisieux. Anche molte scuole e cappelle cattoliche portano il suo nome.

### Dottore della Chiesa

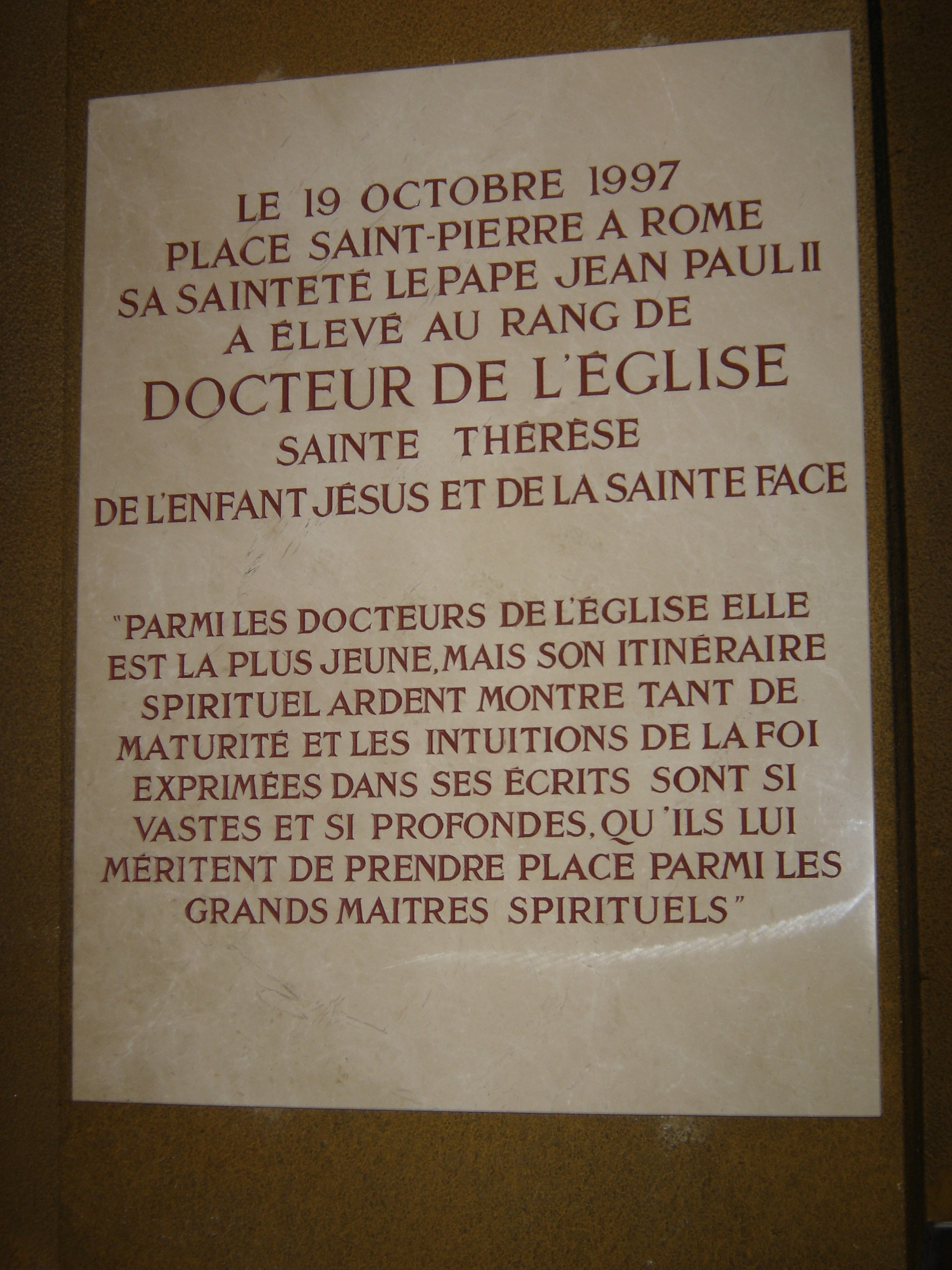
Iscrizione commemorativa del conferimento del titolo di Dottore della Chiesa nella basilica di Lisieux

Nel 1980 Giovanni Paolo II, durante la sua visita pastorale in Francia, si recò anche a Lisieux, dove il 2 giugno celebrò la messa nella basilica di Santa Teresa, manifestando il suo pensiero sulla teologia teresiana nell'omelia.
Il 19 ottobre 1997 Teresa fu dichiarata dottore della Chiesa dallo stesso Giovanni Paolo II con la Lettera apostolica «Divini amoris scientia», dove il papa spiega:
(Giovanni Paolo II, Littera Apostolica «Divini amoris scientia», 19 ottobre 1997)
Con Ireneo di Lione, proclamato il 21 gennaio 2022, sono trentasette i santi che ebbero tale riconoscimento e tra essi Teresa è la più giovane.

## Iconografia

### Simboli
Le rose sono i simboli più tradizionali associati all'iconografia di Teresa di Lisieux. È spesso raffigurata con rose o circondata da rose o tiene in mano un crocifisso coperto di rose.
Nei suoi scritti, Teresa utilizzò spesso fiori e rose come metafore, sia per riferirsi a sé stessa, sia agli atti d'amore che desiderava compiere.

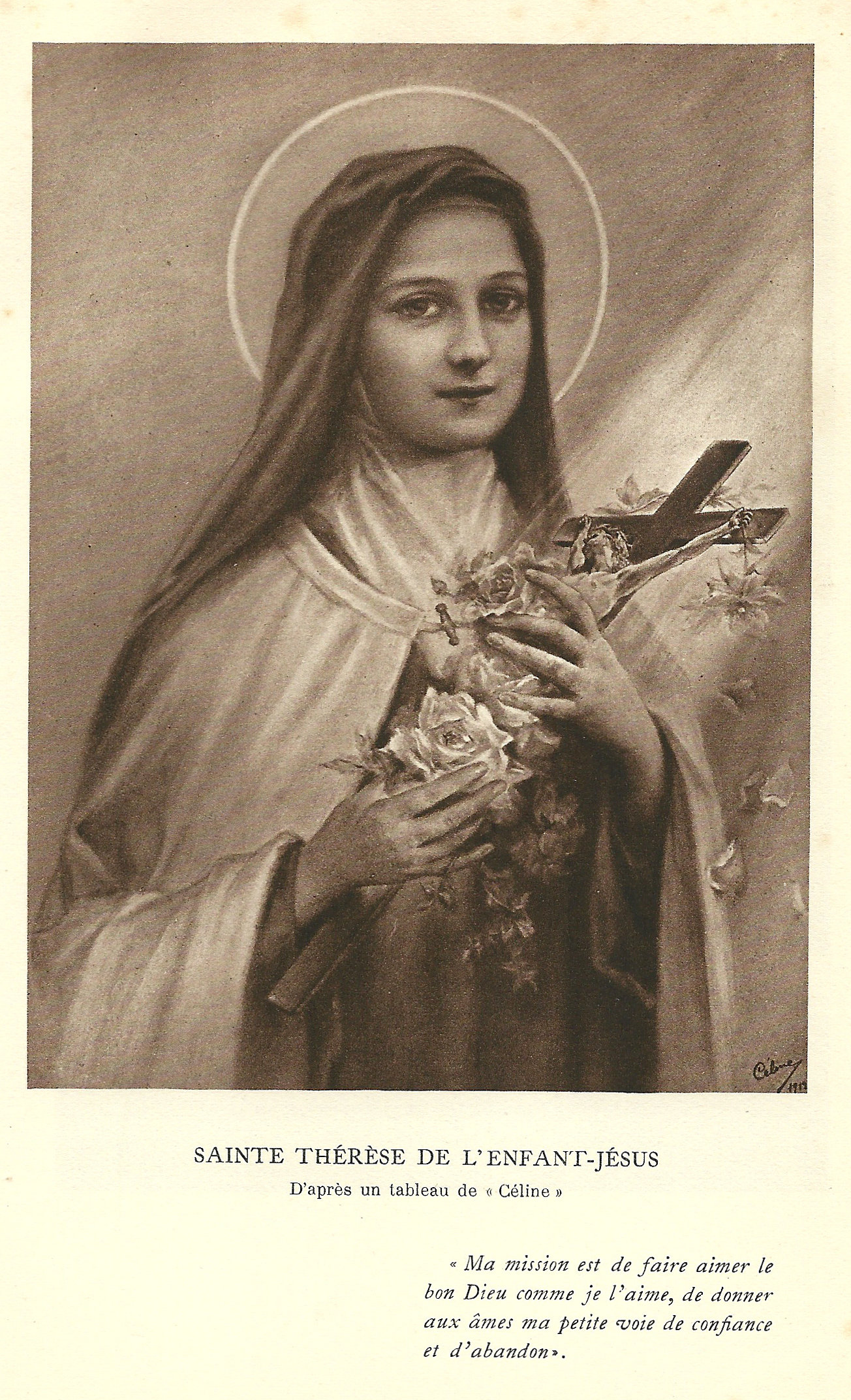
Il ritratto di santa Teresa, noto come Thérèse aux roses, realizzato da Céline

Dopo la sua morte, le rose divennero la metafora per simboleggiare i miracoli attribuiti a Teresa. Con il titolo Pluie de roses, che si riferisce a una frase pronunciata da Teresa a suor Marie du Sacré-Cœur, dal 1910 al 1925 fu pubblicato in 7 volumi un inventario delle testimonianze di grazie e guarigioni ottenute per sua intercessione, prima della canonizzazione.

### Ritratti
Céline Martin, suor Geneviève al Carmelo, disegnò e dipinse diversi ritratti di sua sorella, che furono riprodotti in immagini e oggetti devozionali, come i santini. Furono utilizzati anche come illustrazioni in varie edizioni di Storia di un'anima e nei libri su Teresa pubblicati dal Carmelo di Lisieux.
Le opere d'arte di Céline comprendono un famoso ritratto di Teresa con in mano un crocifisso e un mazzo di rose, realizzato nel 1912 e chiamato Thérèse aux roses ("Teresa con le rose"). Fu quasi considerato un ritratto ufficiale in quanto diffuso su larga scala, con enorme successo tra i devoti, stabilendo l'iconografia tradizionale di Teresa.

### Fotografie
Céline Martin, che al suo ingresso in convento (14 settembre 1894) ottenne il permesso di portare con sé il proprio apparecchio fotografico, tra il 1894 e il 1897 scattò 40 (o 41) fotografie alla sorella Teresa, da sola o con altre carmelitane. Delle altre sei foto esistenti di Teresa quattro risalgono alla sua infanzia e due le furono fatte da Louis-Eugene Gombault (1850-1920) dopo il 10 gennaio 1889 in abito da novizia.
Fino alla morte di Céline furono rese pubbliche solo fotografie da lei assai ritoccate, poiché il Carmelo di Lisieux voleva che l'iconografia di Teresa fosse più coerente con la tradizionale rappresentazione dei santi. Dopo la morte di Céline, avvenuta nel 1959, tutte le sue fotografie furono pubblicate senza modifiche, mostrando finalmente il "vero volto" di Teresa.

### Statue

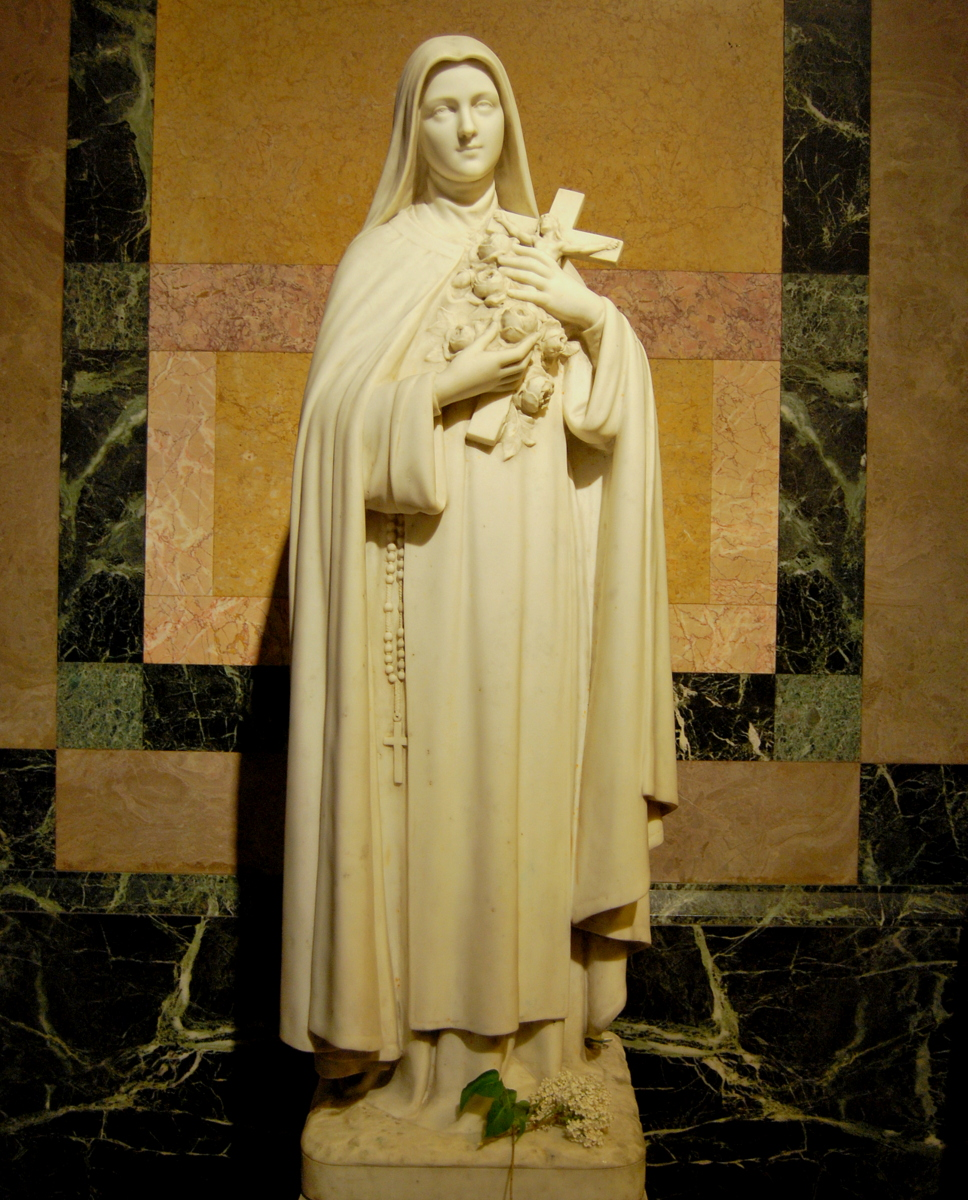
Louis Richomme, Thérèse aux roses, scultura in marmo di Carrara, 1922 (Lisieux, Basilica di Santa Teresa)

Dopo la beatificazione di Teresa nel 1923, la sua venerazione fu autorizzata, consentendo al Carmelo di Lisieux di vendere statue di Teresa a chiese e privati. Il Carmelo commissionò una statua a padre Marie-Bernard, al secolo Louis Richomme (1883-1975), ispirata al ritratto Thérèse aux roses disegnato da Céline Martin. Si stima che siano state distribuite oltre 300 000 copie di questa statua in tutto il mondo.
Louis Richomme venne incaricato, inoltre, di realizzare il modello originale per il gisant di Teresa e una statua in marmo di Teresa a braccia aperte, situata nella cripta della Basilica di Lisieux.

## Reliquie

### Sepoltura e riesumazioni
Quattro giorni dopo la morte di Teresa, il suo corpo fu sepolto nel cimitero municipale di Lisieux. La sua tomba divenne molto presto meta di pellegrinaggio da parte di devoti provenienti da tutto il mondo.
Durante il processo di beatificazione furono effettuate due esumazioni, il 6 settembre 1910 e il 10 agosto 1917, per la ricognizione dei suoi resti e per garantirne una migliore conservazione, in presenza di migliaia di fedeli accorsi per far toccare un proprio oggetto con le spoglie di Teresa.
La forte devozione popolare fu accompagnata da numerose richieste di reliquie, che le carmelitane cercarono di accontentare con sacchettini contenenti frammenti di oggetti che furono in contatto con suor Teresa (vestiti, pavimento della sua cella, tende del letto, lana dei cuscini o dei materassi, petali di rosa, terra del cimitero). In totale, sino al 1932, furono distribuite 34 milioni di reliquie.

### Traslazione e venerazione

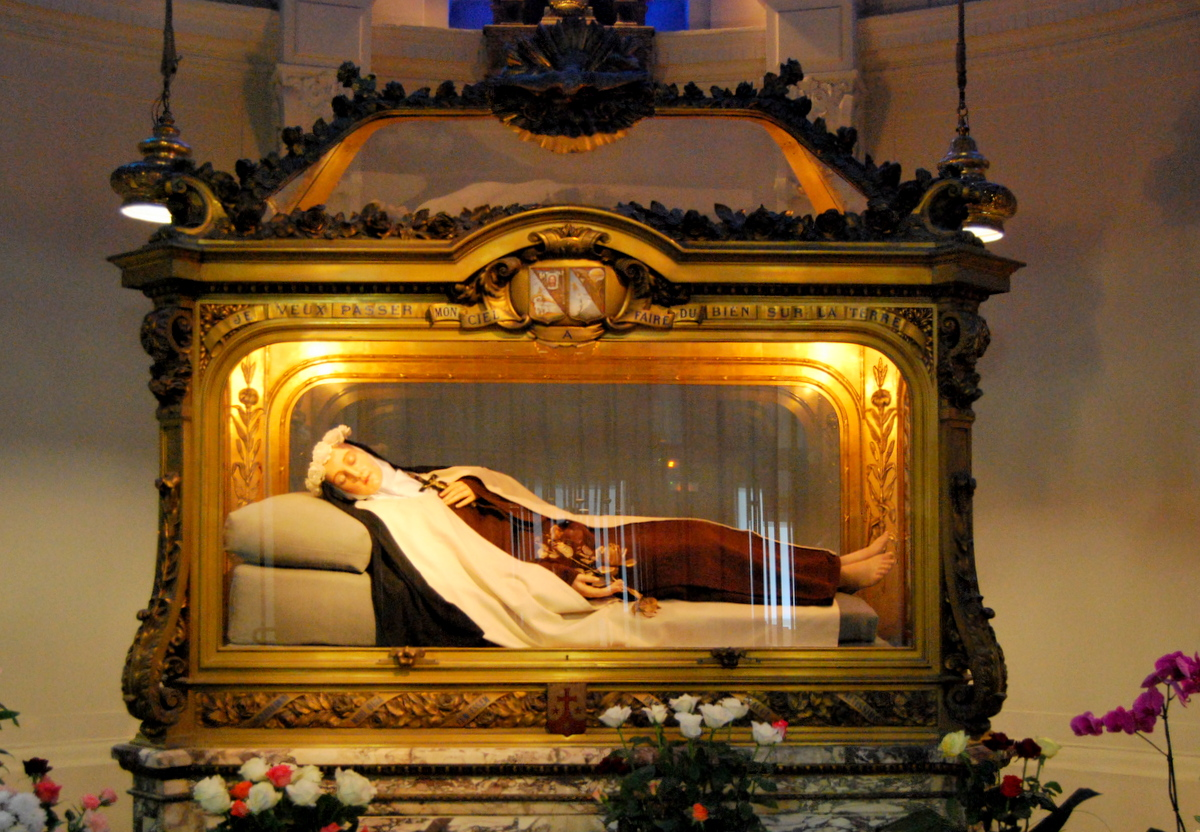
Il reliquiario con il gisant di Teresa, nella chapelle de la Châsse del Carmelo di Lisieux

Il 26 marzo 1923 le spoglie di Teresa furono traslate nella nuova cappella del Carmelo, dove i suoi resti mortali, che dopo la beatificazione sono ufficialmente diventati reliquie, riposano in un reliquiario contenente, in vista, il gisant di Teresa e, in un vano sottostante, un altro reliquiario in argento dorato, detto del Brasile perché offerto dai fedeli brasiliani.
In occasione delle "feste teresiane" che si svolgono ogni anno alla fine di settembre, il reliquiario del Brasile, che racchiude la maggior parte dei resti di Teresa, viene portato in processione per la città ed esposto nella basilica e nella cattedrale.
Al Carmelo di Lisieux fu allestita la "stanza delle reliquie", nella quale furono esposti vari oggetti appartenuti a Teresa o a lei legati, tra cui i suoi capelli, conservati secondo l'usanza dell'ordine carmelitano durante la vestizione. Questi capelli sono oggi esposti nella casa di Les Buissonnets a Lisieux, dove Teresa Martin visse prima di entrare nel Carmelo.

## Omaggi nella letteratura e nel cinema
Opere teatrali e romanzi
- Elisabetta Rasy, La prima estasi, Milano, Arnoldo Mondadori editore, 1985, SBN CFI0089511.
- Luigi Gozzi, Santità (PDF), su copioni.corrierespettacolo.it – pièce teatrale, tratta dal romanzo La prima estasi di Elisabetta Rasy su Santa Teresa del Bambin Gesù, messa in scena l'11 dicembre 1991 al Teatro delle Moline di Bologna.
- Maricla Boggio, Il volto velato. Pia rappresentazione della piccola santa Teresa nel convento delle carmelitane in occasione della vestizione di una novizia, Nardò, Besa, 2000, ISBN 88-497-0019-9.
- Antonio Moresco, La santa, Torino, Bollati Boringhieri, 2000, ISBN 88-339-1266-3.

Opere cinematografiche e documentari
- Il processo di Santa Teresa del Bambino Gesù, regia di Vittorio Cottafavi (1967)
- Thérèse, regia di Alain Cavalier (1986), premiato con il "Prix du Jury" al Festival di Cannes.
- Thérèse - The Story of Saint Thérèse of Lisieux, regia di Leonardo Defilippis (2004)
- Sainte Thérèse de Lisieux, documentario di Fabrice Maze. Co-produzione Seven Doc, Office Central de Lisieux e Pèlerinage de Lisieux (2003)
- La Petite Thérèse, documentario di Fabrice Maze. Co-produzione Seven Doc e Office Central de Lisieux (2004)